# Машина времени (группа)
«Машина времени» — советская и российская рок-группа, одна из старейших существующих групп русского рока. Основана Андреем Макаревичем и Сергеем Кавагоэ 27 мая 1969 года, их познакомил Юрий Борзов, который придумал название группы «Time Machines». Жанр творчества группы включает элементы классического рока, рок-н-ролла, блюза и бардовской песни. За время карьеры группа достигла международного успеха в странах Восточной Европы.
Автор абсолютного большинства текстов песен и бессменный лидер группы — Андрей Макаревич, авторы музыки — Андрей Макаревич, Александр Кутиков, Евгений Маргулис, Пётр Подгородецкий, Андрей Державин. Как правило, в «Машине времени» авторы сами поют свои песни, поэтому в группе обычно от двух до четырёх вокалистов одновременно.

## История

### 1968—1970: Основание
Предшественником «Машины времени» была группа под названием «The Kids», которую создал Андрей Макаревич в московской школе № 19 в 1968 году. В школе учились дети из знаменитых семей: сын композитора Мокроусова — Максим, внук революционера Ногина — Александр, Михаил Яшин, сын поэта и писателя Александра Яшина  и др. Андрей писал музыку и тексты на английском, но голос у него был не очень приятным и он взял девочек с хорошими голосами в вокалистки, а в Ларису Кашперко он был влюблён и встречался с ней.
В состав группы «The Kids» входили:
- Андрей Макаревич — акустическая гитара;
- Михаил Яшин (сын поэта и писателя Александра Яшина) — акустическая гитара;
- Лариса Кашперко — вокал;
- Нина Баранова — вокал[8].

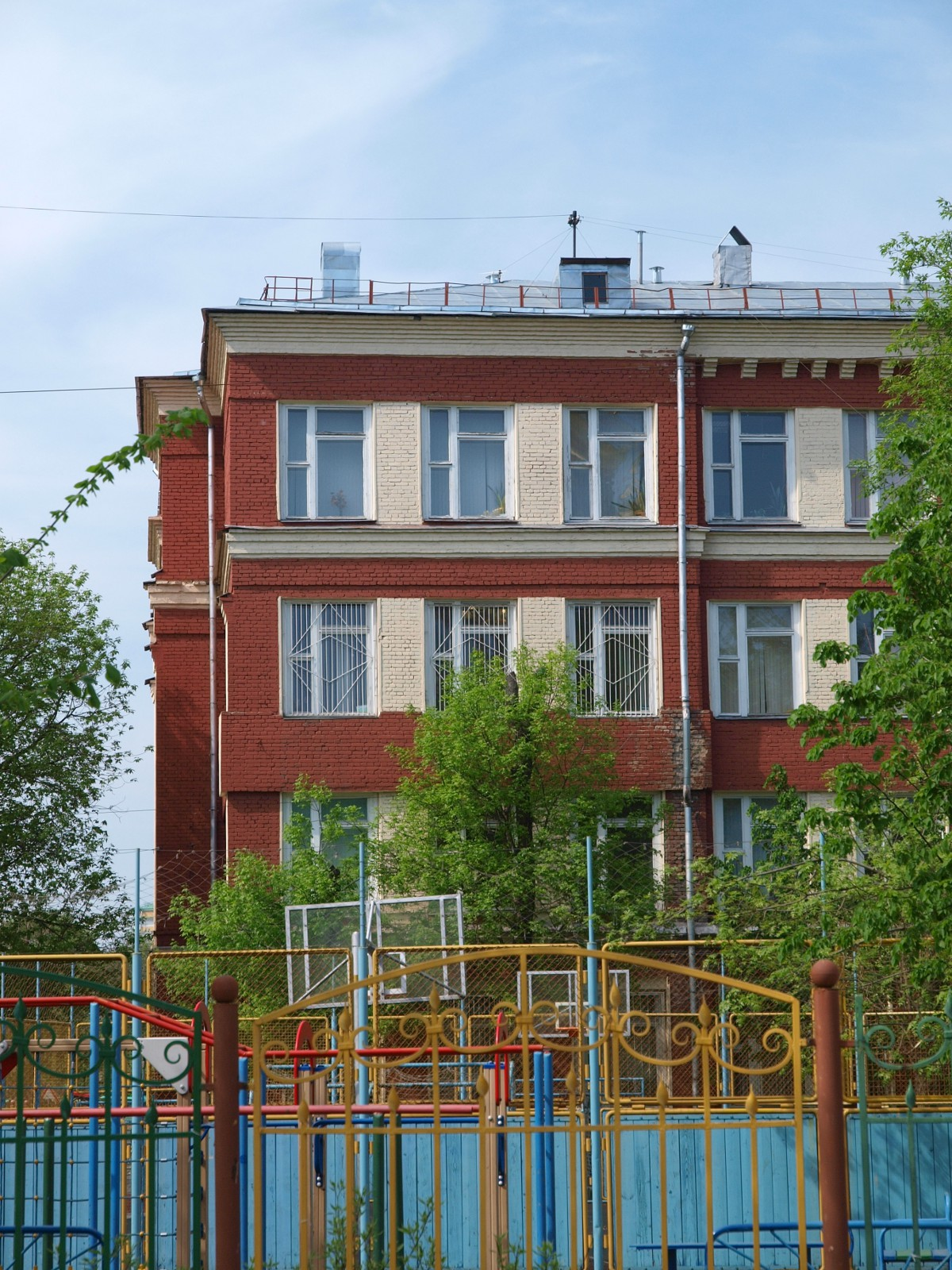
Школа № 19 (сейчас № 1799) (имени Белинского) Москва, 1-й Кадашёвский пер., д. 3а. Здесь образовалась группа «Машина времени»

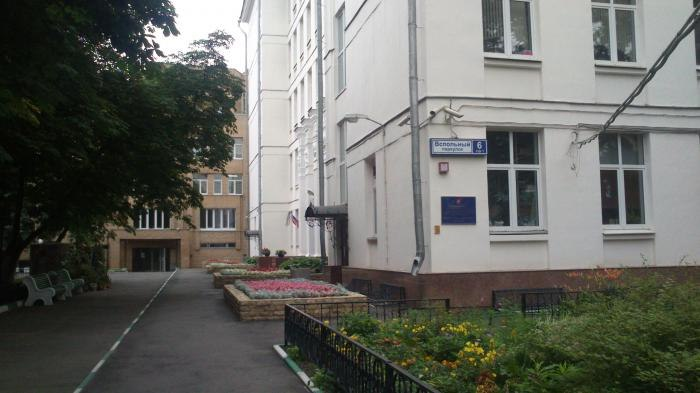
Школа № 20 (сейчас № 1239), где учился сооснователь группы Сергей Кавагое, а в 1983—1984 годах здесь снимался фильм о путешествии на машине времени «Гостья из будущего»

Репертуар был англоязычным, группа выступала на вечерах самодеятельности, давала концерты в других московских школах, где удавалось договориться, однако особого успеха не имела.

#### Time Machines
Переломным, по воспоминаниям А. Макаревича, стало празднование нового 1969 года, когда в школу приехала с концертом подпольная бит-группа «Атланты», участники группы были одеты в битловские костюмы, носили длинные волосы играли на электрогитарах (бас-гитара «Hoffner», лид-гитара «Framus», ритм-гитара была «Musima») и органоле «Юность», в этой группе тогда был и Константин Никольский, руководитель группы барабанщик и солист Алик (Александр) Сикорский разрешил юным музыкантам в перерыве сыграть пару песен на их аппаратуре, и даже сам подыграл школьникам на бас-гитаре, с которой те были совершенно незнакомы. Группа «Атланты» произвела на Андрея огромное впечатление.
После этого события в 1969 году из старшеклассников двух московских школ сформировался первый состав группы, получившей название «Time Machines» (на латинице, во множественном числе, по аналогии с «The Beatles», «The Rolling Stones» и другими западными группами). Название группы придумал Юрий Борзов, сын маршала авиации Ивана Ивановича Борзова — командующего тогда авиацией Военно-Морского флота СССР. В состав группы вошли ученики школы № 19 — Андрей Макаревич (гитара, вокал), Игорь Мазаев (бас-гитара), Юрий Борзов (ударные), Александр Иванов (ритм-гитара), Павел Рубин (бас-гитара), а также учившийся в соседней школе № 20 Сергей Кавагоэ (клавишные).
27 мая 1969 года на школьном вечере состоялся первый концерт группы под новым названием — с тех пор этот день и считается датой основания группы. Андрей Макаревич и его друзья познакомились со Стасом Наминым, он учил их играть на гитарах, он приходил к ним в школу на вечера, становился к ним лицом, спиной к зрителям, и показывал им, как брать аккорды, а также рассказывал, кто-такие Джимми Хендрикс, Эрик Клэптон и др...
Сразу же произошёл конфликт из-за репертуара: большинство хотело петь песни «The Beatles», Макаревич настаивал на исполнении менее известного западного материала, так как, по его мнению, непрофессиональное подражание «The Beatles» выглядело бы жалким. Кавагоэ, Борзов и Мазаев попытались организовать группу «Дюрапонские паровики» в школе № 20, но попытка оказалась неудачной, и вскоре произошло воссоединение «Time Machines».
В этом составе в 1969 году была сделана первая запись «Time Machines», состоявшая из одиннадцати англоязычных песен, написанных участниками группы (одна из песен этого альбома — «This Happened to Me», — в 1996 вышла в сборнике «Неизданное»).
На концертах группа исполняла кавер-версии песен английских и американских групп, а также песни собственного сочинения, написанные в подражание, на английском языке. Со временем в репертуаре появились и собственные песни на русском языке, тексты для которых были написаны Макаревичем. Большое влияние на стилистику группы оказали принципы движения хиппи, ставшие популярными среди части советской молодёжи в начале 1970-х гг..

##### Альтернативная версия
В 2007 году интервью дала Лариса Кашперко, бывшая участница школьной группы «The Kids». Она сказала, что «Машину времени» Андрей Макаревич создал в институте.

### 1970-е: Андеграунд
В состав группы периода 1970—1972 годов входили:
- Андрей Макаревич — гитара, вокал;
- Сергей Кавагоэ — клавишные;
- Игорь Мазаев — бас-гитара;
- Юрий Борзов — ударные.

В этот период Андрей Макаревич и Юрий Борзов поступили в МАРХИ, где произошло знакомство с Алексеем Романовым, игравшим в местной институтской рок-группе. C 1971 по 1973 год группа базировалась в ДК «Энергетик», где впервые участвовала в «настоящих» концертах. 8 марта 1971 года на одном из таких концертов в МАРХИ произошло знакомство А. Макаревича с А. Кутиковым.
В первые годы коллектив оставался самодеятельным, а его состав — нестабильным. Осенью 1971 г. Кавагоэ на место призванного в армию И. Мазаева пригласил Александра Кутикова (первый концерт с его участием состоялся 3 ноября 1971 г. в Театре-студии на улице Воровского (сегодня — Поварская)).
Затем, уже с подачи Кутикова, М. Капитановский, ранее игравший в группе «Второе дыхание», сел за барабаны, заменив Юрия Борзова, ушедшего в группу Алексея Романова. В этом составе «Time Machines» с большим успехом выступила в бит-клубе — организации под эгидой горкома ВЛКСМ, куда входили наиболее известные музыкальные коллективы Москвы, и куда годом ранее группу отказались принимать по причине недостаточно высокого исполнительского уровня.
В 1972 г. Максима Капитановского призвали в армию, и Сергей Кавагоэ, чтобы не искать новых музыкантов, сам пересел за ударные. Несмотря на изначальное незнание техники игры на ударных, он быстро выучился играть и оставался ударником группы вплоть до 1979 года.
До середины 1970-х годов основным составом музыкантов «Time Machines» были:
- А. Макаревич (гитара, вокал)
- А. Кутиков (бас-гитара)
- С. Кавагоэ (ударные).

Остальные участники группы постоянно менялись.
Летом 1972 года А. Макаревич и А. Кутиков были приглашены в качестве сессионных музыкантов в состав известной в то время группы «Лучшие годы» («The Best Years») во главе с Ренатом Зобниным. Оба музыканта приняли данное приглашение, так как из-за занятости Кавагоэ, решившего поступать в МГУ, «Time Machines» в это время не могла выступать в полном составе. В составе группы «Лучшие годы» музыканты выехали на концерты перед отдыхающими в международном студенческом лагере МГУ «Буревестник-2» на Чёрном море. На концертах в основном исполнялись хиты западных групп (вокал Сергея Грачёва), однако часть программы была отведена и песням из репертуара «Time Machines» (вокал А. Макаревича). По возвращении совместные выступления музыкантов «Time Machines» и группы «Лучшие годы» некоторое время продолжались, однако вскоре альянс распался. На некоторое время в составе «Time Machines» задержался барабанщик «Лучших годов» Юрий Фокин и ещё в течение года на клавишных периодически играл Игорь Саульский.
В 1973 г. под давлением публики название группы было заменено на «Машина времени» (на кириллице, в единственном числе). Всесоюзная студия грамзаписи «Мелодия» выпустила пластинку с записью песен вокального трио Линника «Зодиак» в инструментальном сопровождении группы «Машина времени». На оборотной стороне пластинки, среди прочего, было указано: «Инструментальный ансамбль „Машина времени“». Этот релиз в определённой степени легитимизировал деятельность группы. Как писал позже Макаревич:

«... Даже такой пустячок помогал нам существовать: в глазах любого чиновного идиота ансамбль, имевший пластиночку, — это уже не просто хиппари из подворотни».
В 1974 году вместе с А. Макаревичем вокалистом в группе выступал будущий основатель «Воскресения» Алексей Романов, ставший первым и единственным «освобождённым вокалистом» за всю историю группы. Творческий союз не сложился, и через несколько месяцев Романов покинул группу, сохранив дружеские отношения с её участниками.
С осени 1973 года до начала 1975 года группа пережила «смутное время»: выступала на танцплощадках и сейшенах, играла «за будку и корыто» на южных курортах и часто меняла состав. За полтора года через группу прошло не менее 15 музыкантов. Покинув ДК «Энергетик», вплоть до перехода в Росконцерт группа постоянно меняла репетиционную базу, обосновываясь то в ЖЭКах, то в клубах различных предприятий и ведомств, почти нигде долго не задерживаясь.
Осенью 1974 года А. Макаревич и А. Романов под формальным предлогом были отчислены из МАРХИ. Андрей устроился на работу в Государственный институт проектирования театров и зрелищных сооружений («Гипротеатр») архитектором. В это же время группу пригласили принять участие в съёмках эпизода художественного фильма «Афоня» режиссёра Георгия Данелии в роли самодеятельной группы, выступающей на танцах. Данелия приобрел права на фонограммы двух песен «Машины времени», и после съёмок группа получила первый официальный гонорар в размере 500 рублей (по тем временам сумма была эквивалентна зарплате служащего или инженера за период 4—5 месяцев). Гонорар был потрачен на приобретение магнитофона «Grundig TK46», который в последующие годы, благодаря функции перезаписи с дорожки на дорожку, заменил группе студию. В окончательной редакции фильма кадры с участием «Машины времени» были вырезаны, осталась лишь звуковая дорожка — песня «Ты или я», — которая длится почти 3 минуты. Когда клубная сцена попадает в кадр, на ней оказывается группа «Аракс», исполняющая свой шлягер «Мемуары». В финальных титрах кинофильма указано: «При участии вокально-инструментальных ансамблей „Аракс“ и „Машина времени“». Со слов Георгия Данелии, эпизод пришлось вырезать до начала проката по требованию органов цензуры: «Вот там у вас хиппи поёт — его надо вырезать».
В 1974 году из-за постоянных конфликтов с Кавагоэ Александр Кутиков ушёл в группу «Високосное лето». Через несколько месяцев он вернулся, однако летом 1975 года был приглашён в формировавшийся ВИА при Тульской государственной филармонии и принял приглашение. Одной из причин было то, что Кутиков в этот период официально нигде не работал, и по советским законам ему грозило привлечение к ответственности за тунеядство; переход же давал возможность официально работать музыкантом.
С. Кавагоэ и А. Макаревич нашли гитариста Евгения Маргулиса, обладавшего характерным «блюзовым» голосом. Ему было предложено играть на бас-гитаре, и несмотря на тот факт, что до того Е. Маргулис никогда не держал в руках бас-гитары, он быстро освоил новый для себя инструмент. С этого момента А. Макаревич играл в «Машине времени» исключительно на соло-гитаре. В составе «Машины времени» Е. Маргулис начал писать и исполнять песни с блюзовым уклоном.
На последующие четыре года тройка Макаревич—Кавагоэ—Маргулис стала ядром группы, периодически дополняемым одним-двумя сессионными музыкантами.
В 1975 году Элеонора Беляева пригласила «Машину времени» записать программу в студии ЦТ СССР для телепередачи «Музыкальный киоск». За два дня в профессиональной студии звукооператор Владимир Виноградов записал семь песен, составивших второй — уже русскоязычный — альбом группы. В телеэфир группу в итоге не допустили, однако первая качественная студийная запись песен «Машины времени» тут же была растиражирована и распространилась по стране.
В 1976 году «Машина времени» стала участником фестиваля «Таллинские песни молодёжи—76» в ЭССР. В этот период группа репетировала в клубе министерства мясной и молочной промышленности СССР, благодаря чему получила официальное направление на фестиваль от этого министерства. В Таллине участники группы узнали, что песни «Машины времени» известны и за пределами Москвы. На фестивале группа получила первый приз. Там же произошло знакомство с Борисом Гребенщиковым, благодаря которому начались периодические самодеятельные гастроли «Машины времени» в Ленинграде. На полгода в группу пришёл Юрий Ильченко (ранее — солист ленинградской группы «Мифы»). После его ухода группа вновь играла втроём (Макаревич—Кавагоэ—Маргулис). В 1977 году «Машина времени» снова выступила в Таллине, хотя и с меньшим успехом, чем в первый раз.
В начале 1978 года группа начала эксперименты со звуком: в её состав были приглашены саксофонист Евгений Легусов и трубач Сергей Велицкий. Позже Велицкого сменил Сергей Кузминок.
В марте 1978 года увидел свет магнитоальбом с неофициальным названием «День рождения», скомпилированный и растиражированный Андреем Тропилло из записей, сделанных полуподпольно в ДК автомобильного техникума. Весной 1978 года Артемий Троицкий привёз «Машину времени» в Свердловск для выступления на фестивале «Весна УПИ». Оно прошло при огромном ажиотаже в переполненном зале, музыканты большинства групп-участников также потребовали себе места в зале. Всем своим видом и репертуаром «Машина времени» совершенно выбивалась из общего ряда выступавших там «политически благонадёжных» ВИА, в результате выступление имело скандальный характер. После концерта, по настоятельной просьбе организаторов, группа вернулась в Москву, не дожидаясь окончания фестиваля.
Летом 1978 года стало известно, что А. Кутиков, работавший в учебной речевой студии ГИТИСа, нашёл возможность организовать там в нерабочее время запись группы «Високосное лето», в которой он тогда играл. А. Макаревич попросил его помочь и «Машине времени» в новой записи собственного материала. Примерно за две недели по ночам группа записывает 24 песни, наиболее часто исполнявшихся на тот момент на концертах (по составу альбом повторяет с небольшими дополнениями запись в ДК Автомобильного техникума). По причине скудости оборудования студии, не предназначавшейся для записи музыки, и погрешностей с настройкой аппаратуры, качество записи оказалось невысоким. Так, например, звучание гитар и ритм-секции на фоне голоса получилось «тусклым». Тем не менее, запись сразу же была скопирована, растиражирована, разошлась по стране, принеся группе ещё более широкую известность. Оригинальная версия записи считается утерянной. Осенью 1992 года на основе копии, сохранившейся у Александра Градского, был издан двойной альбом под названием «Это было так давно…1978». Впоследствии в Интернете не раз упоминалось о существовании полной и более качественной копии. Существуют также записи ряда песен «Машины времени», сделанные в той же студии, но в другое время, отличающиеся техническими особенностями.
Осенью 1978 года от Ованеса Мелик-Пашаева группе поступило предложение о выступлении в стройотряде в г. Печоре. Одновременно себя О. Мелик-Пашаев предложил в качестве клавишника. Выступления в «полевых» условиях (на лесной поляне и в небольшом сельском клубе) принесли существенный доход, и О. Мелик-Пашаев закрепился в группе, выполняя функции администратора, организатора концертной деятельности и концертного звукорежиссёра. Его коммерческая деятельность принесла свои плоды: по воспоминаниям С. Кавагоэ, в последний год своего «подпольного» существования музыканты зарабатывали на концертах более тысячи рублей в месяц на человека (для сравнения, оклад инженера на заводе в то время составлял 120—150 рублей, зарплата квалифицированного рабочего — 200—300 рублей в месяц).
Той же осенью 1978 года группа рассталась с духовой секцией. На некоторое время в группе появился Александр Воронов, игравший на синтезаторе собственного изготовления, однако в коллективе он не прижился и вскоре покинул его. 28 ноября 1978 года группа приняла участие в открытии фестиваля рок-музыки «Черноголовка—78», по результатам которого разделила первое место с эстонским коллективом «Magnetic Band».
В конце 1978 — начале 1979 года была создана концертная программа «Маленький принц» по одноимённой сказке Антуана де Сент-Экзюпери, в которой в течение первого отделения песни перемежались с текстовыми интерлюдиями из книги, подобранными более или менее созвучно текстам исполняемых песен. Впоследствии, с 1979 по 1981 год, программа неоднократно менялась, в частности, изменялся состав песен и их аранжировки, включались новые прозаические и стихотворные фрагменты, в том числе и других авторов. Текстовую часть программы вначале читал сам А. Макаревич, а в феврале 1979 года специально для исполнения литературной части программы в качестве чтеца в группу был приглашён Александр Бутузов («Фагот»). В феврале 1979 года Андрей Тропилло записал «Маленького принца» во время одного из выездов «Машины времени» в Ленинград и распространил катушки с записью. Эта запись «Маленького принца» — единственный известный вариант программы в её раннем варианте и со старым составом группы. В 2000 году на компакт-дисках был издан более поздний вариант и с другим составом.
Весной 1979 года между основателями группы, Макаревичем и Кавагоэ, происходит конфликт. В книге «Всё очень просто» Макаревич говорит, что их личный конфликт подогревался творческим кризисом в группе. Одним из поводов к обиде для Кавагоэ, считавшего себя равноправным основателем группы, стало то что к концу 1970-х «Машина времени» всё больше воспринималась публикой как «группа Андрея Макаревича», а остальные участники, в том числе и он сам, оказались «отодвинуты» на второй план. Вместе с Маргулисом они также были против стремления Макаревича вывести группу из андеграунда на профессиональную сцену. По версии Подгородецкого (пришёл в группу позже и лично свидетелем событий не был), имел место также крупный скандал, связанный с финансовыми вопросами. С другой стороны, по словам Алексея Романова (также не входил в состав группы в тот период): «Никто не выносил тогда сор из избы, не орал, не жаловался, не происходило никакой делёжки денег или чего-то ещё…».
Окончательный раскол в группе произошёл после организованного Макаревичем, вопреки активному нежеланию Кавагоэ, бесплатного концерта в помещении Московского комитета художников-авангардистов на Малой Грузинской. По словам Макаревича, «концерт прошёл отвратительно», его коллеги в своих воспоминаниях уточняют, что Кавагоэ, Маргулис и Мелик-Пашаев перед концертом явно перебрали со спиртным и откровенно дурачились на сцене. После концерта группа собралась в квартире Мелик-Пашаева, где хранилась аппаратура, и Макаревич объявил о своём уходе, пригласив за собой «всех, кроме Кавагоэ». По воспоминаниям Макаревича, он рассчитывал на поддержку Маргулиса, но тот решил уйти с Кавагоэ. Сам Маргулис позже говорил, что к 1979 году он «пресытился „Машиной“ и искал повод свалить». В «Машине времени» с единственным музыкантом Макаревичем остались Мелик-Пашаев, Бутузов и техники Короткин и Заборовский.
В мае 1979 года Александр Кутиков, игравший тогда в «Високосном лете», предложил Макаревичу воссоздать «Машину времени» в составе с самим Кутиковым и ударником «Високосного лета» Валерием Ефремовым. Место клавишника занял профессиональный пианист Пётр Подгородецкий. Последний собственной работоспособностью и умением играть любую музыку произвел на Макаревича сильное впечатление. Первоначально Подгородецкий был приглашён в состав «Високосного лета», однако через две недели Кутиков уговорил его перейти в «Машину времени». В новом составе группа приступила к репетиции концертной программы, в которую вошли новые на тот момент песни «Право», «Кого ты хотел удивить?», «Свеча», «Будет день», «Хрустальный город», «Поворот» и другие. Подгородецкий написал для группы несколько песен с юмористическим уклоном, которые сам и исполнял.
К концу 1970-х годов давление партийных органов и милиции делало «подпольную» концертную деятельность «Машины времени» всё более затруднительной. К группе был специально прикреплён «куратор» из отдела культуры горкома КПСС Москвы. Макаревич всё более укреплялся в идее выхода из подполья и включения группы в состав одного из государственных творческих объединений. Велись переговоры, в том числе, с Театром на Таганке, но приглашение группы в театр не входило в планы Ю. Любимова. В итоге группа получила предложение от Росконцерта и в ноябре 1979 года вошла в состав труппы Московского гастрольного областного театра комедии. Партийный куратор, ранее требовавший от Макаревича привести репертуар группы в подобающий для советского ВИА вид, теперь, довольный уходом скандальной группы из-под его опеки, дал «Машине времени» блестящую характеристику. В театре основным занятием музыкантов стало исполнение песен и музыки в спектаклях, но само пребывание в качестве профессиональных музыкантов давало возможность обходить запрет на частные концерты. По воспоминаниям Макаревича, «можно было спокойно заниматься своей музыкой и своими песнями, и тогда уже сейшн становился не криминально-подпольным мероприятием, а вполне легальной творческой встречей с артистами известного театра». Театр же, получив возможность писать на афишах спектаклей фразу «с участием группы „Машина времени“», резко увеличил сборы от продажи билетов.

### 1980-е: Росконцерт
Работа «Машины времени» в составе труппы Московского гастрольного областного театра комедии продолжается всего несколько месяцев. В январе 1980 года по предложению руководства Росконцерта группа представляет на худсовет собственную концертную программу из одного отделения, после утверждения которой весной 1980 г. получает статус самостоятельного ансамбля при Росконцерте, и начинает гастрольную деятельность. Ованес Мелик-Пашаев становится художественным руководителем группы, Андрей Макаревич — музыкальным руководителем. В книге «Времени машины» упомянуто, что в этот период рассматривалось предложение стать аккомпанирующим составом Аллы Пугачёвой, но певица сама отказалась от подобной идеи «будучи смущена масштабом предлагаемой сценической свиты».
8 марта 1980 года «Машина времени» в новом составе триумфально дебютирует на фестивале «Весенние ритмы. Тбилиси-80» с песнями «Снег» и «Хрустальный город», заняв первое место вместе с эстонской группой «Магнетик бэнд». Песни «Машины времени» вместе с работами других лауреатов выходят на двойном виниловом диске-гиганте. Самиздатовский журнал «Зеркало» (№ 1/5 за март 1981 г.) так прокомментировал успех «Машины времени» на Фестивале:

«Первое место „Машины времени“ на фестивале в Тбилиси соответствует реальной расстановке творческих сил в советской рок-музыке. Да, с полным правом мы сегодня можем говорить о превосходстве других ансамблей над группой Макаревича по отдельным параметрам: по совокупности же всех этих параметров она является на сегодняшний день, несомненно, лидером».— цитируется по: М. Марголис. «Затяжной поворот»
Во второй половине 1980 года предпринимается попытка восстановить программу «Маленький принц» на сцене Театра эстрады. Программа проходит худсоветы, билеты поступают в кассы и моментально раскупаются, но накануне первого концерта по указанию прибывшего из ЦК КПСС чиновника решение об утверждении программы и сам концерт отменяются.
С этого момента и до 1986 года группе не разрешают выступать с концертами в Москве. За эти шесть лет «Машина времени» успевает объехать с гастролями практически весь Советский Союз и приобретает всесоюзную известность. По свидетельству Артемия Троицкого:

«„Машина времени“ била все рекорды популярности. Их первые гастроли в Ленинграде по накалу ажиотажа вполне можно сравнить с массовым безумием времени „битломании“. Тысячи подростков атаковали Дворец спорта „Юбилейный“, автобусы, в которых везли музыкантов, совершали хитрые обманные манёвры, чтобы спасти Макаревича, Кутикова, Ефремова и Подгородецкого от восторженной толпы. В Минске поклонники, не доставшие билетов, прорвались на концерт, выломав двери. Аналогичное происходило практически во всех городах, куда приезжала группа».
 Песни «Машины времени» транслируются по радио, «Поворот» входит в единственный на тот момент официальный хит-парад «Звуковой дорожки» газеты «Московский комсомолец» на протяжении тринадцати месяцев, с ноября 1979-го по ноябрь 1980-го гг., причём семь месяцев подряд его возглавляет. (Сведения о том, что эта песня 18 месяцев подряд была на первой строке хит-парада «Звуковой дорожки», отражённые в книге Макаревича и на официальном сайте группы, являются неверными.) Происходит массовое подпольное издание магнитоальбомов группы. В 1981 году из записей, нелегально сделанных группой в московских и ленинградских студиях, звукорежиссёр Андрей Тропилло собирает альбом под неофициальным названием «Москва-Ленинград».
В 1981 году «Машина времени» принимает участие в съёмках и записи песен к фильму «Душа» на киностудии «Мосфильм». Фильм впервые демонстрирует лица участников группы на всю страну, добавляя «Машине времени» популярности; музыкантов начинают узнавать на улицах. По кассовым сборам в Советском Союзе в 1982 году фильм попадает в число рекордсменов. Журнал «Кругозор» выпускает гибкую пластинку «Ансамбль „Машина Времени“» с песнями «Путь» и «За тех, кто в море» общим тиражом, со слов Макаревича, около 40 млн экземпляров.
В 1982 году в США «KISMET Records» выпускает альбом «Охотники за удачей» с компиляцией студийных записей «Машины времени» с 1975 по 1980 годы. Большая часть песен на пластинке была переименована (так, например, песня «Три окна» названа «В старом доме», «Кафе „Лира“» названа «Швейцар»). По этому факту Макаревич вынужден давать пояснения сотрудникам КГБ. Позже стало известно, что ВААП в судебном порядке взыскал у «KISMET Records» денежную компенсацию за нарушение своих авторских прав (в тот период существовала правовая монополия ВААП на все художественные произведения советских авторов), но музыканты «Машины времени» из этих средств ничего не получили.
Весной 1982 года Мелик-Пашаев вместе с Подгородецким, звукорежиссёром Игорем Клёновым и Дмитрием Рыбаковым (гитарист и автор, числился в группе рабочим) покидают «Машину времени», чтобы создать собственный коллектив. Проводились переговоры и с Валерием Ефремовым, однако он остаётся в группе.
Место клавишника в «Машине времени» занимает Александр Зайцев, также к группе присоединяется Сергей Рыженко (скрипка, флейта), ранее игравший в ансамбле «Последний шанс». Рыженко в ноябре 1983 уходит, и в группе снова становится четыре музыканта. В своей книге Макаревич писал, что Рыженко, который в «Шансе» был одним из лидеров, в «МВ» оказался на вторых ролях и ему быстро наскучило «заниматься отделочными работами».
В конце 1983 г. в группу в качестве концертного звукорежиссёра возвращается её второй по счету ударник, Максим Капитановский. Будучи приглашённым на одни гастроли на место заболевшего работника, Капитановский проработал с «Машиной времени» ещё десять лет.
В 1982—1984, в период правления Андропова и Черненко, в СССР проходит кампания против самодеятельных музыкальных коллективов, которая задевает и «официальные» ВИА. В газете «Комсомольская правда» выходит статья Николая Кривомазова «Рагу из синей птицы» (название отсылает к песне «Машины времени» «Синяя птица») за подписью нескольких советских деятелей искусства, содержащая резкую критику группы и её творчества. Сам факт публикации разгромной статьи в центральной газете мог привести к увольнению группы из Росконцерта, однако статья встретила резкое неприятие читателей и, возможно, по этой причине, фатальных последствий для группы не случилось.

 Я видел в редакции мешки писем под общим девизом «Руки прочь от „Машины“». Время от времени мешки сжигали, но приходили новые. … Я не ожидал такого отпора. В газете, по-моему, тоже. Поэтому они тут же разулыбались и свели всё к такой общей беззубой полемике: дело, дескать, молодое, и мнения тут могут быть, в общем, разные.
По свидетельству А. Троицкого, общее количество писем составило двести пятьдесят тысяч.
В 1984 году в студии М. Магомаева произведена запись магнитоальбома «Чужие среди чужих», который позже А. Макаревич назвал «первым настоящим магнитоальбомом, составленным» группой. В 1985 году в той же студии записывается магнитоальбом «Рыбка в банке».
В целом положение «Машины времени» в период 1981—1986 годов остаётся двойственным. С одной стороны, будучи популярной во всесоюзном масштабе, группа записывет новые песни и гастролирует по стране (Макаревич утверждал, что по приносимому группой доходу она была сравнима с небольшим машиностроительным заводом), в Росконцерте группу материально поддерживали, не отказывая ни в приобретении аппаратуры, ни в содержании большого штата (так, в интервью 1984 г. А. Макаревич сообщал, что в группе, вместе с музыкантами, работало 14 человек, а перемещаемая с собой аппаратура, закупленная в США, имела общий вес 3,5 тонны). Вопреки правилам, «Машина времени» почти не исполняет песен советских композиторов, число которых должно было составлять не менее 80 % репертуара. Группа регулярно принимает участие в новогоднем «Голубом огоньке», музыканты записывают музыку и песни для кинофильмов «Скорость», «Тайна „Чёрных дроздов“», «Двойной обгон», «Капитан „Пилигрима“», «Прорыв» а также — для мультсериала «Обезьянки». Десятки песен разных лет ходили по стране в магнитозаписях.
При всём этом группе до 1986 года не разрешается выступать в Москве, официально не было издано ни одного альбома, песня «Поворот», получившая с начала 1980-х гг. статус «визитной карточки» «Машины времени», не была утверждена в программе выступлений, поэтому официально группа не имела права исполнять её на концертах. На телевидение музыкантов приглашают редко, несколько специально записанных телепрограмм с участием «Машины времени» не попадают в эфир из-за прямого запрета председателя Гостелерадио СССР С. Лапина. По воспоминаниям А. Макаревича:

"Снимали целые программы с «Машиной» и потом они никуда не шли. Ролан Быков, например, пригласил нас в молодёжную телепередачу, мы там сыграли песен шесть. Он сказал: «Да что я, Лапина не пробью!». Пошёл к председателю Гостелерадио Лапину, выходит от него красный, разгорячённый, и говорит: «Не вышло. Как стена. Нет, отвечает, не будет этой группы в эфире, и всё».
Ситуация меняется с началом Перестройки. Макаревич снимается в кинофильме «Начни сначала» в главной роли, явившись одновременно и прототипом главного героя картины. В сюжете фильма легко узнаётся история со статьёй «Рагу из синей птицы», хоть и существенно переделанная (в частности, в фильме весь вал писем, поступивших в газету после разгромной статьи о группе, был написан одной-единственной поклонницей). Саундтрек к кинофильму записывается на киностудии «Мосфильм», записи песен «Музыка под снегом» и «Пока горит свеча» выходят на «Мелодии».
«Машину времени» всё чаще появляется на телевидении. Так, видеоклип на сольную песню Макаревича «Посвящение корове» показывают в телепередаче «Весёлые ребята», группа принимает участие в записи программ «Что? Где? Когда?» с «Песней, которой нет», «Голубой огонек-87» и «Песня-87» — с песней «Флюгер».
В 1985 г. группа участвует в культурной программе XII Всемирного фестиваля молодёжи и студентов в Москве, а в мае 1986 г. — в первом официальном московском рок-фестивале «Рок-панорама-86». Отрывок концертного выступления на «Рок-панораме-86» с песней «Если бы мы были взрослей» показывают в телепередаче «Весёлые ребята», песня «В добрый час» — выходит на пластинке «Панорама-86. Фестиваль молодёжной популярной музыки».
В 1986 «Машина времени» впервые за все время своего существования выезжает на гастроли за рубеж: 4 октября она принимает участие во втором международном рок-фестивале «Japan Aid» (Япония) вместе с Джеймсом Брауном, Джорджем Дюком, Dio, KUNI, Quiet Riot и другими.
Осенью 1986 года «Мелодия» издаёт первый официальный альбом «Машины времени» «В добрый час» — сборник записей разных лет, скомпилированных без участия группы. В этом же году группа записывает первый вариант магнитоальбома «Реки и Мосты». В 1987 г. на «Мелодии» выходит второй вариант альбома, в котором почти все песни были переаранжированы и перезаписаны, а песня «Мой мир» — исключена.
В мае 1987 года «Машина времени» участвует в телепрограмме «Музыкальный ринг». В этом же году прошли совместные с группой «Секрет» концерты в УСЗ «Дружба». Для кинофильма «Бармен из „Золотого якоря“» записывается песня «Оторвись от забот».
Осенью 1987 года «Мелодия» издаёт альбом «Десять лет спустя», включавший ретроспективу перезаписанных песен конца 1970-х — начала 1980-х гг.
3 января 1988 года «Звуковая дорожка» «Московского комсомольца» опубликовала музыкальные итоги 1987 года, в которых «Машина времени» и Андрей Макаревич заявлены совокупно в шести номинациях. «Машина времени» признана группой года, в рейтинге певцов Макаревич уступает только суперпопулярному поп-исполнителю Валерию Леонтьеву.
Группа принимает участие в телепрограмме «Утренняя почта» с песней «Там, где будет новый день», на радиостанции «Юность» в программе «Мир увлечений» выходят две радиопередачи о творчестве «Машины времени». Делается запись музыки для кинофильма «Без мундира». 22 августа в ГЦКЗ «Россия» проходит презентация альбома «В круге света», изданного на «Мелодии».
27 мая 1989 года «Машина времени» отмечает своё двадцатилетие юбилейным концертом в «Лужниках», в котором принимают участие музыканты, когда-либо игравшие в группе, а также их друзья. Концерт открывает группа Евгения Маргулиса «Шанхай», также выстуают Алексей Романов и «СВ», Пётр Подгородецкий со своей группой, «Секрет», «Зоопарк». Специально для этого концерта Александр Градский собрал «Скоморохов». Впервые после долгого перерыва исполняются песни из репертуара «Машины времени» 1970-х. Юбилею группы в целом и данному концерту в частности посвящён документальный фильм «Рок и фортуна».
Записывается музыка для кинофильмов «Псы» и «Стеклянный лабиринт». Завершается год участием «Машины времени» в новогодней программе «Ночь-90» с песней «Новогодняя» (альбом «Чужие среди чужих»).

### 1990-е
В 1990 году у «Машины времени» обостряются проблемы с Зайцевым, который на почве алкогольной и наркотической зависимости «периодически впадал в состояние невменяемости и исчезал», не давая о себе знать и срывая репетиции. Во время подготовки к концертам в Москве и Подмосковье Зайцев пропадает на месяц; его безуспешно ищут, затем, чтобы избежать срыва концертов, Макаревич обращается к Маргулису и Подгородецкому, которым приходится спешно репетировать песни, написанные после их ухода из группы. Незадолго до первого концерта Зайцев появляется, но его тут же увольняют. После концертов Маргулис и Подгородецкий получают предложение остаться насовсем и соглашаются. Таким образом, в группе становится четыре композитора, аранжировщика и вокалиста из пяти участников одновременно.
В 1991 году выходит номерной альбом «Медленная хорошая музыка».
В апреле 1991 года Андрей Макаревич выпускает книгу «Всё очень просто» (рассказы о жизни группы «Машина времени» 1968—1983 гг.), а в банкетном зале Дворца молодёжи проходит презентация книги. Вместе с книгой была презентована пластинка «У ломбарда», куда вошли новые песни Макаревича в его сольном исполнении под акустическую гитару.
23 апреля 1991 года группа принимает участие в Международном фестивале «Музыканты мира детям Чернобыля» в Минске, а также в Благотворительной акции солидарности с программой «Взгляд». Вопреки принципу не принимать участия в политических акциях, Макаревич вместе с рядом других музыкантов, в числе которых Константин Кинчев, Гарик Сукачев и многие другие («Круиз», «Шах», «Коррозия Металла», «Монгол Шуудан», «Чёрный обелиск» и «Э.С.Т.») выступает на баррикадах 22 августа 1991 года перед защитниками Белого дома, на концерте «Рок на баррикадах», выступая в поддержку свержения коммунистического режима и поддерживая Бориса Ельцина.
В 1991 году Александр Кутиков становится продюсером группы.
В 1993 году группа как обычно принимает участие в новогоднем Голубом огоньке-93 с «Рождественской песней». В этом же году выходят номерной альбом «Внештатный командир Земли. Блюзы Эль-Мокамбо» и сборник «Лучшие песни «Машины времени» 1979—1985».
В 1994 году группа снова принимает участие в новогоднем «Голубом огоньке-94» с песней «Этот вечный блюз». Весной выходит акустический концерт «Unplugged», записанный 19 октября 1993 года в Агентстве Печати Новостей. В преддверии чемпионата мира по футболу Макаревич пишет песню «Там будет победа». Максим Капитановский выпускает книгу «Всё очень непросто», в которой собирает различные интересные и забавные эпизоды из жизни группы в период работы в Росконцерте, а также из собственного опыта гастрольной жизни до «Машины времени» с 1983 по 1994 год.
25 июня 1994 года состоялся юбилейный концерт «Машины», приуроченный к 25-летию группы на Красной площади при участии нескольких приглашённых групп, среди которых были «Воскресение», «Nautilus Pompilius», «Неприкасаемые», «Чайф» и другие. Выступление длилось около восьми часов. По свидетельству Макаревича, на концерте присутствовало 300—350 тысяч человек. Обрезанную версию концерта показал общероссийский канал РТР. В 1998 году более полную версию записи концерта показал канал ТВ Центр.

Александр Кутиков: Желание отпраздновать день рождения «Машины» на Красной площади было, в определённом смысле, стёбом. И осуществили мы его во многом благодаря моему дяде Сергею Николаевичу Красавченко. Одно время он был первым заместителем председателя Верховного Совета, а также помощником президента Бориса Ельцина. Сергей Николаевич помог нам правильно провести все бумаги, получить вовремя все подписи. Я консультировался у него, как оперативнее преодолевать любые инстанции, к кому из чиновников и с какими формулировками идти, что просить и что реально могут разрешить.
— Затяжной поворот: история группы «Машина времени»
Вскоре после юбилея звукорежиссёра Максима Капитановского увольняют из группы, поскольку на его месте потребовался более универсальный специалист, умеющий, помимо операторской работы, оперативно ремонтировать аппаратуру.
В 1996 году, наряду со многими другими группами, «Машина» участвовала в кампании «Голосуй, или проиграешь!» в поддержку кандидатуры Бориса Ельцина на очередных выборах президента России. В этом же году на компакт-дисках «Sintez Records» переиздаёт альбомы «В добрый час», «Реки и мосты» и «В круге света». В апреле выходит номерной альбом «Картонные крылья любви», записанный в студии концертного зала «Олимпийской деревни». 18-19 апреля 1996 года в БКЗ «Олимпийской деревни» проходит презентация альбома. После этого выступления «машинисты» отправились «обкатывать» новую программу на гастролях. В начале сентября 1996 года группа приглашает в качестве директора Владимира Сапунова, известного своими деловыми качествами и порядочностью. Параллельно Сапунов продолжает работать также директором группы «Воскресенье».
В ноябре 1997 года выходит номерной альбом «Отрываясь». Закончив запись альбома «машинисты» сказали, что они очень довольны новой работой и не имеют претензий к энергетике и звуку, которые в альбоме отображены так же, как на живом концерте. Для записи была выстроена специальная сцена, музыканты играли по нескольку дублей каждой песни. А на песни «Он был старше её», «Он играет на похоронах и танцах» и на «Однажды мир прогнётся под нас» были сняты видеоклипы. 30 ноября 1997 года в ДК им. Горбунова состоялась презентация альбома.
В ноябре 1998 г. открыт официальный Интернет-сайт группы mashina.ru.
25 ноября 1999 года выходит номерной альбом «Часы и знаки»; в московском ЦУМе проходит презентация диска и пресс-конференция участников группы.
18 декабря 1999 года "Машина Времени" закрывает свой тур «ХXX лет» концертом в СКК «Олимпийский». Концерт проходит за два дня до очередных выборов в Государственную Думу России, с букетами и поздравлениями на концерте появляются многие известные политики, в том числе Б. Немцов, С. Кириенко, А. Чубайс, также на концерте присутствовал премьер-министр В. Путин.
После концерта директор группы Владимир Сапунов по просьбе Макаревича объявляет Подгородецкому, что тот больше не является участником группы. Это увольнение надолго становится темой обсуждения среди поклонников группы, вопрос постоянно поднимается в интервью и статьях о «Машине» в СМИ. Интерес подогревается тем, что сами музыканты не называют какой-то одной конкретной причины. Близкие к группе люди среди возможных причин указывают на увлечение Петра кокаином, прогул репетиций, вызывающее поведение во время выступлений, неадекватность в общении с коллегами по группе. Участники группы говорят, что с Подгородецким «стало невозможно работать». В книге Михаила Марголиса «Затяжной поворот» говорится, что решение об увольнении Подгородецкого было принято задолго до 17 декабря; Владимир Сапунов упоминает, что во время гастролей 1999 года в США группа уже активно обсуждала предложенную Маргулисом кандидатуру Державина. Александр Кутиков говорит, что «„машинисты“ никогда не назовут действительную причину увольнения, но эта причина перечеркнула собой всё, что Пётр сделал для „Машины времени“». Сам Пётр в «Машине с евреями» утверждает, что решение о его увольнении было принято под давлением правых политиков, в круг которых был вхож Макаревич и которым Подгородецкий почему-то не нравился. Место Подгородецкого занимает Андрей Державин, отказавшийся ради этого от собственной сольной карьеры. Державин предположил, что его приглашение связано с желанием «машинистов» придать группе новое, электронное звучание.

### 2000-е: Эксперименты со звуком
16 января 2000 года в КЗ «Олимпийской деревни» состоялся первый концерт группы с новым клавишником — Андреем Державиным, бывшим поп-музыкантом и исполнителем, ранее помогавшим Кутикову и Маргулису.
С февраля 2000 года по 22 мая 2003 года «Машина времени» совместно с гр. «Воскресение» проводила юбилейный тур «50 на двоих»; в рамках этого тура Маргулис параллельно работал и с «Воскресеньем».
В конце мая 2000 года «Sintez Records» выпускает сразу два двойных концертных альбома, первый — «Маленький принц» с записью сдачи программы худсовету в июле 1980 года с литературной частью и второй — «ХXX лет „Машине времени“».
12 января 2001 года «Машина времени» приступила к записи нового альбома под рабочим названием «Спиной к концу света», позднее он получил название «Место, где свет». 27 февраля 2001 года состоялась презентация нового Web-проекта группы «Машина времени» «Странная Механика». Было заявлено, что новый официальный сайт будет единственным местом, где можно получить достоверную и свежую информацию о группе и её музыкантах, а также единственным официальным посредником между группой и прессой. В течение первых полугода в форуме изредка появлялись Макаревич и Державин. Однако в итоге бо́льшая часть первоначальных замыслов осталась нереализованной.
В марте 2001 года на концерте в Торонто к «Машине времени» присоединился её бывший барабанщик Сергей Кавагоэ. Совместно с ним была исполнена песня «Марионетки». Это стало первым и единственным случаем воссоединения.
1 августа 2001 года выходит сингл «Звезды не ездят в метро» с четырьмя песнями из будущего альбома «Место, где свет». 31 октября 2001 года группой «Машина времени» выпущен альбом «Место, где свет», одноимённая песня попадает в «Чартову дюжину», клип на неё транслируется по телевидению. В тот же день в ГЦКЗ «Россия» проходит презентация пластинки.
Осенью 2001 года регистрируется акционерное общество «„Машина времени“ — 21 век», под председательством Кутикова. Название «Машина времени» регистрируется в качестве торговой марки. Полный состав членов акционерного общества и совладельцев торговой марки не называется, известно лишь, что в их число вошли все музыканты группы, игравшие в ней на момент создания общества, то есть Макаревич, Кутиков, Ефремов, Маргулис и Державин.
Весь 2002 год группа активно выступает с концертами в московских клубах, в Большом концертном зале «Олимпийской деревни», не забывая и о выездных гастролях.
30 мая 2004 года концертом на Красной площади группа отмечает свой 35-й день рождения. 24 ноября 2004 года выходит альбом «Машинально», две песни с него вошли в саундтрек к телесериалу «Танцор».
В марте 2007 года выходит альбом «Time Machine», записанный в студии «Эбби-Роуд». Песня «Улетай» попадает в «Чартову дюжину». При финансовой и информационной поддержке «Авторадио» группа играет два бесплатных концерта: 22 сентября 2007 года на Тушинском аэродроме в Москве, где собирает около 50 000 зрителей, а 23 сентября — на Дворцовой площади в Санкт-Петербурге, где количество зрителей переваливает за 60000. 8 июня 2008 года, при поддержке компании «ТНК-BP», «Машина времени» играет бесплатный концерт в городе Рязани на площади Ленина, который собирает около 20 000 зрителей.

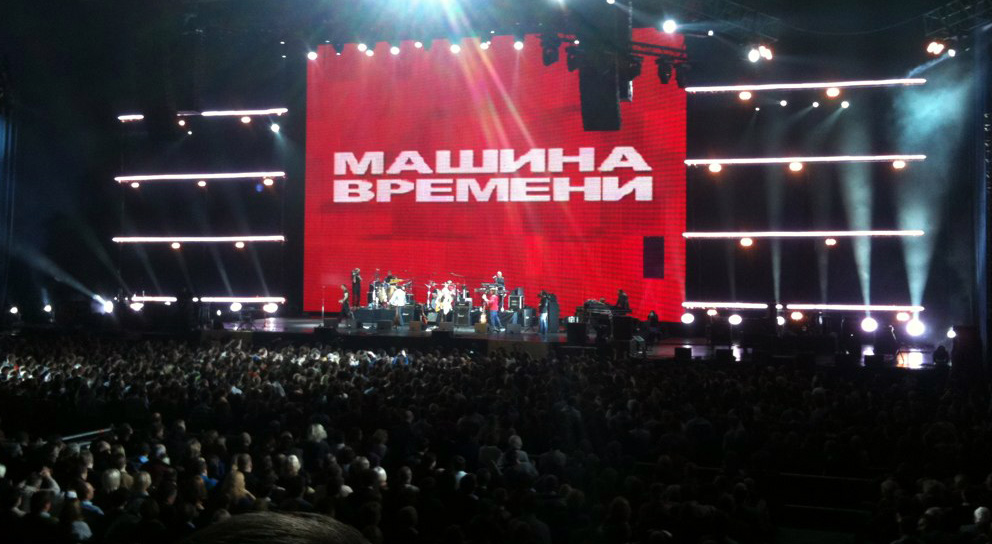
Концерт в «Олимпийском» 11 декабря 2009 года

По опросам «Ромира» и газеты «Комсомольская правда», «Машина времени» входит в десятку самых популярных рок-групп России, причём среди респондентов средних лет она лидирует.
В 2009 году группа отметила своё 40-летие (тур из 40 концертов в 40 городах). Заключительный концерт тура состоялся в СК «Олимпийский» (Москва) 11 декабря 2009 года, в день рождения лидера группы. Запись концерта вышла 1 августа 2010 года на двух CD под названием «День 14810-й» по количеству дней, прошедших с момента образования группы до дня юбилейного концерта группы в «Олимпийском». К юбилею же был приурочен выпуск сборник каверов «Машины не парковать», в который, кроме пяти новых песен «Машины времени», вошло десять песен других авторов — Б. Гребенщикова, С. Чигракова, И. Сукачева, М. Леонидова, П. Мамонова и др. — в исполнении участников группы.
К юбилею группы «Фирмой грамзаписи „Никитин“» выпущен альбом-трибьют «Машинопись».

### 2010-е
В 2010 году Макаревич выпускает три книги: «Вначале был звук», «Сам овца» (переиздание книги, вышедшей впервые в 2001 году) и «То, что люди поют по дороге домой», а группа посещает два крупнейших рок-фестиваля России: «Рок над Волгой» и «Нашествие».
В 2012 году Максим Капитановский выпустил снятый им фильм «Таймашин» — именно в таком написании фигурировали в 1983 году его герои согласно одному из тогдашних «чёрных списков».
25 июня 2012 года группу покинул Е. Маргулис. Комментируя своё решение, Маргулис сказал, что оно вызвано желанием уделять больше внимания собственному сольному проекту. Со слов Макаревича и самого Маргулиса, уход последнего не повлиял на дружеские отношения между музыкантами. 17 августа было объявлено имя музыканта, занявшего вакантное место гитариста в группе. Им стал Игорь Хомич, сессионный гитарист и аранжировщик, ранее игравший со многими эстрадными исполнителями, а также работавший в группе «Калинов мост» в период записи альбома «SWA». Первые выступления с его участием состоялись 1 сентября 2012 г. в Зелёном театре на фестивале «Легенды рока», где состоялась премьера песни «Крысы» и 7 сентября в клубе «Б2».
3 сентября 2012 года в Интернете состоялась премьера ещё двух новых песен группы — «Мама» и «Край».
18 июня 2013 года, в день рождения Пола Маккартни, открылась официальная страница группы на iTunes, где в оформленном виде впервые появился Интернет-сингл «Крысы».
31 мая 2014 года на площадке перед спорткомплексом «Лужники» состоялся большой благотворительный концерт группы, приуроченный к её 45-летию. За более чем три часа были исполнены 45 песен из репертуара группы.
6 февраля 2015 года некоторыми СМИ была опубликована информация, что в группе «Машина времени» произошёл раскол из-за разной позиции музыкантов по конфликту на Украине. Спустя некоторое время директор группы опроверг информацию о распаде коллектива.
6 мая 2016 года вышел новый альбом группы «Машина времени» «ВЫ». Альбом состоит из десяти песен. Запись проходила в студии «Полифон». Работа в студии велась текущим на то время составом «Машины»: Андрей Макаревич, Александр Кутиков, Андрей Державин и Валерий Ефремов, при участии Игоря Хомича, Сергея Остроумова и Александра Дитковского. Выпускающей компанией стала Sintez Records.

### Уход из группы директора Владимира Сапунова и клавишника Андрея Державина
2 ноября 2017 года директор группы, Владимир Сапунов, был уволен из коллектива. По словам самого Сапунова увольнение не было результатом какого-то конфликта и он сохраняет дружеские отношения с музыкантами.
С октября 2017 года клавишник Андрей Державин перестал выступать на концертах «МВ», его место занял Александр Лёвочкин (экс-«Нюанс»). В ноябре, перед гастрольным туром по Украине, появились сообщения об увольнении Державина, поддержавшего аннексию Крыма Россией.

### Интервью «Комсомольской Правде»
Макаревич в телефонном интервью «Комсомольской Правде» опроверг эти слухи, но воздержался от определённого заявления о дальнейшем пребывании Державина в составе «МВ». 

Державин не едет на Украину совершенно по другим причинам. Меня его отношение к Украине совершенно не волнует. Это его личное дело.— Андрей Макаревич в телефонном интервью «Комсомольской Правде» от  12 ноября 2017 года
В конце ноября в интервью «Московскому комсомольцу» Макаревич подтвердил уход Державина, но повторил, что с политическими пристрастиями участников группы это никак не связано. 27 марта 2018 года на портале «Нello.ru» было опубликовано интервью Андрея Державина, в котором он подтверждает свой уход из «Машины времени». По словам Державина, данное решение было принято им самим в связи с тем, что в 2017 году он реализовал проект возрождения группы «Сталкер» и из-за постоянных совпадений в графиках выступлений не имеет возможности работать одновременно в обеих группах.
В 2018 году группа выпустила мини-альбом «То, что всегда с тобой», состоящий из трёх песен. На композицию «Оставайся собой» из альбома «Вы» был снят клип, смонтированный из концертных и студийных съёмок последних двух лет.
В январе и мае 2019 года были сняты две версии клипа на заглавный трек последнего EP. 29 июня группа выступила на стадионе «Открытие Арена» в честь своего 50-летия. В декабре появился сингл и клип «Просыпается ветер».

### 2020-е: Современный этап
25 июня 2020 года в честь международного Дня моряка группа выпустила клип на песню «Все корабли сегодня вернутся домой».
В начале июля 2020 года в студии «Полифон» коллектив приступил к работе над новым альбомом. На официальном youtube-канале группы было выложено видео записи барабанных партий. 6 ноября 2020 года релиз под названием «В метре» вышел в свет. На сервисе Яндекс.Музыка было опубликовано специальное deluxe-издание с комментариями Андрея Макаревича к каждой песне.
11 ноября 2020 года на песню «Мы рядом» вышел анимационный клип.
10 мая 2025 года на музыкальных площадках всего мира появился мини-альбом «Пой со мной!». 

## Музыканты всех составов, администраторы, продюсеры

### Текущий состав
- Андрей Макаревич  — вокал, гитара, акустическая гитара, слайд-гитара, фортепиано, клавишные, автор песен и музыки (1969—наши дни)
- Александр Кутиков  — бас-гитара, вокал, автор песен (1971—1975, 1979—наши дни)
- Валерий Ефремов  — ударные (1979—наши дни)

### Сессионные музыканты
- Игорь Хомич — гитара, 12-струнная электрогитара, мандолина (2012—наши дни)
- Александр Лёвочкин — клавишные (2017—наши дни)
- Кирилл Ипатов — бонги, тарелки, шейкеры и прочая перкуссия (2019—наши дни)

### Бывшие участники
- Сергей Кавагоэ — бас-гитара (1969—1971), клавишные (1971—1974), бэк-вокал[62], ударные[63] (1974—1979; умер в 2008)
- Юрий Борзов — ударные (1969—1971; умер в 2024)
- Максим Капитановский — ударные (1971—1972; концертно-гастрольный звукорежиссёр группы — 1983—1994; умер в 2012)
- Юрий Фокин — ударные (1973—1974)
- Евгений Маргулис — гитара, бас-гитара, 12-струнная и акустическая гитары, вокал (1975—1979, 1990—2012)
- Пётр Подгородецкий — клавишные, вокал (1979—1982, 1990—1999)
- Александр Зайцев — клавишные (1982—1990; убит в 2007)
- Сергей Рыженко — гитара, фортепиано, скрипка, флейта (1982—1983)
- Андрей Державин — клавишные, бэк-вокал (2000—2017)

### Бывшие сессионные музыканты
- Сергей Остроумов[64] — перкуссия (2004—2019, умер в 2019)[65][66]
- Александр Дитковский (также «Квартал», «Оркестр креольского танго», коллектив Евгения Маргулиса, «Сталкер») — труба, шейкер, бубен, мелодика (2004—2024[67])[65]

### Приглашённые музыканты прошлых лет
- Александр Иванов — гитара (1969—1970)
- Павел Рубен — бас-гитара (1969—1970)
- Игорь Мазаев — бас-гитара, клавишные (1969—1971)
- Александр Микоян — губная гармоника, вокал (1972—1974)
- Александр «Алик» Сикорский — бас-гитара (осень 1973)
- Николай Ширяев — бас-гитара (играл во «Втором дыхании» и «Арсенале») (осень 1974; умер в 2003[68])
- Игорь Дегтярюк — гитара, вокал (покинул группу сразу после записи и съёмок кинофильма «Афоня»)  (сентябрь—декабрь 1974; умер в 2014)
- Алексей Романов — вокал, гитара (1974—1975)
- Николай Ларин — скрипка (лето—осень 1975)
- Сергей Асташев — скрипка (1976)
- Юрий Ильченко — гитара, вокал (1976—1977; умер в 2024)
- Евгений Легусов — саксофон, кларнет (1977—1978)
- Сергей Велицкий — труба (1977)
- Сергей Кузьминок — труба (1977—1978)
- Александр Воронов — клавишные (1978—1979)
- Александр Бутузов — чтец стихов (концертная программа «Маленький принц») (1979—1981; умер в 2013)

### Продюсеры, администраторы
- Андрей Макаревич (1969—1978)
- Ованес Мелик-Пашаев (1978—1982)
- Валерий Голда (1982—1994)
- Ярослав Папков (1994—1996)[69]
- Марат Хайрутдинов (1996)[70]
- Владимир Сапунов (брат Андрея Сапунова) (1996—2017[71]; умер в 2018)
- Сергей Старцев (2017—наши дни)[72]

## Награды, звания, достижения
| 1970-е годы - 1976 — первое место на фестивале «Таллиннские песни молодёжи-76». - 1978 — первое место (совместно с «Magnetic Band») на фестивале «Черноголовка-78» (Московская область). 1980-е годы - 1980 — первое место (совместно с «Magnetic Band») на фестивале «Весенние ритмы-80» (Тбилиси). - 1980 — специальный приз Союза журналистов СССР А. Макаревичу за тексты песен «Снег» и «Хрустальный город». - 1980 — группа года по версии «Хит-парада „Звуковой дорожки“» газеты «Московский комсомолец». «Поворот» признан песней года. - 1980 — первое место в номинации «Ансамбли» конкурса «Звёзды-80» газеты «На смену!». - 1982 — группа года по версии «Хит-парада „Звуковой дорожки“» газеты «Московский комсомолец». - 1983 — второе место в номинации «Ансамбли» в опросе музыкальных экспертов газеты «Московский комсомолец». - 1984 — группа года по версии журнала «Студенческий меридиан». - 1985 — победитель конкурса «Музыка-84-85» по версии журнала «Студенческий меридиан». - 1985 — второе место в номинации «Лучшие ансамбли» по версии «Хит-парада „Звуковой дорожки“» газеты «Московский комсомолец». - 1986 — приз симпатии публики на Московском фестивале популярной музыки «Рок-панорама-86». - 1986 — группа года по версии «Хит-парада „Звуковой дорожки“» газеты «Московский комсомолец». «Музыка под снегом» признана песней года. А. Макаревич признан лучшим в номинации «Поэт-песенник». - 1987 — первое место в номинации «Лучший композитор» в опросе читателей журнала «Советский экран» А. Макаревичу за работу в кинофильме «Начни сначала». Сам кинофильм признан лучшим музыкальным фильмом года. - 1987 — первое место в номинациях «Грампластинка», «Лучшее оформление пластинки» «Хит-парада „Звуковой дорожки“» газеты «Московский комсомолец» за альбом «Реки и Мосты». А. Макаревич снова признан лучшим в номинации «Поэт-песенник». А. Зайцев — лучший музыкант-клавишник. Сама группа — вторая в номинации «Группа года». - 1988 — совокупный тираж альбомов «В добрый час», «Реки и Мосты», «Десять лет спустя» в период с начала 1986 г. до середины 1988 г. составил почти 4,5 млн экземпляров, что стало абсолютным рекордом в рейтинге совокупных продаж альбомов исполнителей и коллективов за три года (с середины 1985 г. до середины 1988 г.). В частности, тираж пластинки «В добрый час» превысил 2,4 млн экземпляров, что сделало её самым продаваемым альбомом в СССР за указанный период. 1990-е годы - 1991 — звание «Заслуженный артист РСФСР» А. Макаревичу. - 1993 — медаль «Защитнику свободной России» А. Макаревичу за участие в обороне Белого дома во время путча ГКЧП. | - 1995 — премия «Овация» в номинации «Рок-исполнитель» А. Макаревичу. - 1997 — премия «Золотой граммофон» за песню «Он был старше её». - 1999 — премия «Рекордъ» в номинации «Коллекция года». - 1999 — орден Почёта «За заслуги в развитии музыкального искусства» музыкантам группы. - 1999 — звания «Заслуженных артистов Российской Федерации» музыкантам группы, звание «Народного артиста Российской Федерации» А. Макаревичу. - 1999 — девять песен «Машины времени» включены в перечень «100 лучших песен русского рока в XX веке», составленный по итогам голосования слушателей радиостанции «Наше радио» («Поворот», «Марионетки», «Костёр», «Синяя птица», «Ты или я», «За тех, кто в море», «Свеча», «Однажды мир прогнётся под нас», «Скачки»). По количеству песен, включённых в данный перечень, «Машина времени» уступила только группе «Кино» (десять песен). 2000-е годы - 2000 — премия «Золотой граммофон» за песню «Однажды мир прогнётся под нас». - 2002 — премия журнала «Fuzz» «За вклад (в развитие рок-музыки)» А. Макаревичу. - 2003 — орден «За заслуги перед Отечеством IV степени» музыкантам группы. - 2006 — премия «Легенда MTV» А. Макаревичу. - 2006 — альбом «Реки и Мосты» включен в перечень «85 главных альбомов советского и постсоветского времени», составленный авторами и приглашенными экспертами журнала «Play». - 2007 — лауреат Национальной премии в области развития общественных связей «Серебряный лучник» в номинации «За культурный вклад в развитие общественных связей». - 2007 — премия «Золотой граммофон» за вклад в развитие отечественной музыки. - 2007 — победитель хит-парада «Чартова дюжина» — песня «Улетай». - 2008 — премия «Овация» в номинации «Рок-музыка» А. Кутикову. Концерт «Авторадио» дарит «Машину» на аэродроме Тушино признан лучшим в номинации «Концертная программа». - 2008 — победитель рубрики «Лучшие песни десятилетия» (1998—2008), «Выбор НАШЕго», хит-парада «Чартова дюжина» — песня «Место, где свет». 2010-е годы - 2010 — премия «Легенда» радиостанции «Наше радио». Книга Михаила Марголиса "Затяжной поворот: история группы «Машина времени» признана лучшей в номинации «Книга». - 2011 — лауреат хит-парада «Чартова дюжина» — песня «Брошенный Богом мир». - 2012 — премия Российского авторского общества (РАО) А. Макаревичу. - 2014 — десять песен «Машины времени» включены в перечень "500 лучших песен «Нашего радио», составленный по итогам голосования слушателей («Однажды мир прогнётся под нас», «Поворот», «Пока горит свеча», «Костёр», «За тех, кто в море», «Синяя птица», «Брошенный Богом мир», «Скачки», «Улетай», «Марионетки»). - 2018 — премия «Виктория» в номинации «Лучшая рок-группа». |

## Логотип группы
Логотип группы «Машина времени» — это шестерёнка с пацификом внутри. Он изображён на обложке альбома «Машинально». Выпускаются футболки, бейсболки и шарфы с логотипом.

## Дискография
Официальная дискография группы представлена на сайте mashina.ru.
В представленном ниже варианте дискографии в раздел «Студийные альбомы и бутлеги» включены все альбомные записи, за исключением синглов, осуществленные в рамках отдельных студийных сессий, независимо от степени новизны музыкального материала на момент записи. Официально не издававшиеся студийные записи, в отношении которых нет достоверных свидетельств об их наименованиях, озаглавлены по названию студий, в которых они были осуществлены.
В раздел «Компиляции» включены все альбомы, перечень композиций которых скомпилирован участниками группы либо иными лицами на основе ранее записанного музыкального материала.
В раздел «Концертные альбомы» не включены официально не издававшиеся многочисленные концертные записи 1970—1980-х гг. по причине отсутствия единого подхода к систематизации этих записей.

### Студийные альбомы и бутлеги

#### Бутлеги
- 1969 — Time Machines
- 1971 — 1974 — Записи в Государственном доме радиовещания и звукозаписи
- 1975 — Запись для программы «Музыкальный киоск»
- 1978 — Запись в доме культуры Автодормехбазы № 6
- 1979 — Запись в учебной речевой студии ГИТИС
- 1980 — Запись во Всесоюзной студии грамзаписи «Мелодия»
- 1981 — Запись в киностудии «Мосфильм»[92]
- 1984 — Чужие среди чужих
- 1985 — Рыбка в банке
- 1988 — Запись в студии в Далласе

#### Официальные альбомы
- 1987 — Реки и мосты
- 1988 — В круге света
- 1991 — Медленная хорошая музыка
- 1992 — Это было так давно…1978
- 1993 — Внештатный командиръ Зѣмли. Блюзы Эль-Мокамбо
- 1996 — Картонные крылья любви
- 1997 — Отрываясь
- 1999 — Часы и знаки
- 2001 — Место, где свет
- 2004 — Машинально
- 2007 — Time Machine
- 2009 — Машины не парковать
- 2016 — ВЫ
- 2020 — В метре

### Концертные альбомы
- 1991 — Машине времени — ХХ! (LP) (запись 1989 г.)
- 1994 — Unplugged (LP, CD) (запись 1993 г.)
- 2000 — Маленький принц (запись 1980 г.)
- 2000 — XXX лет (запись 1999 г.)
- 2001 — 50 на двоих (с группой «Воскресение», запись 2000 г.)
- 2005 — Kremlin Rocks! (с камерным оркестром «Kremlin», запись 2004 г.)
- 2010 — День 14810-й (запись 2009 г.)
- 2020 — 50 лет (запись 2019 г.)

### Синглы
- 1980 — Журнал «Клуб и художественная самодеятельность» за июнь, № 12 (гибкая пластинка) («Свеча», «Право»)
- 1980 — Журнал «Кругозор» за ноябрь, № 11 (гибкая пластинка) («Хрустальный город»)
- 1981 — Ансамбль «Машина времени» (EP) («За тех, кто в море», «Путь»)
- 1982 — Журнал «Клуб и художественная самодеятельность» за август, № 15 (гибкая пластинка) («Багги»)
- 1982 — За тех, кто в море (гибкая пластинка) («За тех, кто в море», «Путь»)
- 1982 — Песни из кинофильма «Душа» (EP) («За тех, кто в море», «Путь»)
- 1985 — Два белых снега (EP) («Два белых снега», «Рыбка в банке»)
- 1986 — Музыка под снегом (EP) («Музыка под снегом», «Пока горит свеча»)
- 1986 — Журнал «Кругозор» за декабрь, № 12 (гибкая пластинка) («В добрый час», «Песня, которой нет»)
- 1995 — Кого ты хотел удивить? («Кого ты хотел удивить», «Моим друзьям», «Караван», «Закрытые двери», «Рыбка в банке»)
- 2001 — Звёзды не ездят в метро («Звезды не ездят в метро», «Мы расходимся по домам», «Оставь меня», «Крылья и небо»)
- 2012 — Крысы (Интернет-сингл) («Крысы», «Мама», «Край»)
- 2018 — То, что всегда с тобой (Интернет-ЕР) («Все корабли сегодня вернутся домой», «То, что всегда с тобой», «Пой песню, пой, дульсимер» + видеоклип «Оставайся собой»)
- 2019 — Просыпается ветер.
- 2025 - Пой со мной! (ЕР) ("Откуда этот свет", "Здесь не жила любовь", " Мне снится серое море", " Назови хоть одну причину", "Пой со мной!")

### Компиляции
- 1986 — В добрый час
- 1987 — Десять лет спустя
- 1993 — Лучшие песни 1979—1985
- 1995 — Кого ты хотел удивить?
- 1996 — Неизданное
- 1998 — The Best (Приложение к журналу «Stereo & Video», № 1)
- 2001 — Лучшие песни Машины времени 1989—2000
- 2004 — Неизданное. Том 2
- 2006 — Машина времени. Часть 1
- 2007 — Музыка в пути
- 2008 — Между тем, что было, и тем, что будет (Приложение к журналу «Stereo & Video», № 6)
- 2008 — Дорога в небо (Приложение к журналу «Stereo & Video», № 9)
- 2013 — Машина времени в словах и образах (Приложение к одноимённой книге)
- 2019 — 50

### Сборники
- 1980 — С новым годом! (LP) («Снег»)
- 1981 — Лауреаты Фестиваля «Весенние ритмы». Тбилиси-80 (LP) («Хрустальный город», «Снег»)
- 1983 — Песни из кинофильма «Душа» (EP) («За тех, кто в море», «Путь»)
- 1983 — Игорь Якушенко — «Не люблю прощания» (LP) («Багги»)
- 1983 — Парад ансамблей 1 (LP) («За тех, кто в море»)
- 1984 — Парад ансамблей 2 (LP) («Скворец»)
- 1986 — С новым годом! Если метель... (LP) («Рыбка в банке»)
- 1987 — Панорама—86. Фестиваль молодёжной популярной музыки (LP) («Музыка под снегом», «В добрый час»)
- 1987 — Для вас, женщины! Женский портрет (LP) («Знаю только я»)
- 1988 — GLASNOST (LP) («Музыка под снегом»)
- 1988 — Музыкальный телетайп 3 (LP) («Она идёт по жизни смеясь»)
- 1989 — Радиостанция «Юность». Хит-парад Александра Градского (LP) («Герои вчерашних дней»)
- 1993 — Greenpeace Rocks (LP, CD) («Костер»)
- 1994 — Sintez Rock&Roll... Кому что... (LP) («Скачки», «Ты или я», «Музыка под снегом», «Когда я был большим», «Мой друг лучше всех (играет блюз)»)
- 1995 — Мы идём на восток («Дорога в небо»)
- 2002 — Высшая проба. Rock («Место, где свет»)
- 2002 — «Крылья». Фестиваль русского рока 2002 («Место, где свет»)
- 2003 — «Крылья». Фестиваль русского рока 2003 («Звезды не ездят в метро»)
- 2003 — Секретные материалы («Привет»)
- 2003 — Дорожные песни страны (песня «Машины времени» «Старая дорога», песня А. Макаревича «Перекресток»)
- 2004 — Мешанина, или Неголубой Огонек (песня «Марионетки» в исполнении групп «Машина времени» и «Премьер-министр»)
- 2005 — Я вижу тебя сквозь дымку тумана... («Багги»)
- 2005 — Первая ночь с Олегом Меньшиковым (песня «Мой друг (лучше всех играет блюз)» в исполнении групп «Машина времени» и «Уматурман»)
- 2008 — «Наше Радио». 10 лет («Эпоха большой нелюбви»)
- 2008 — Нау Бум. К 25-летию группы «Nautilus Pompilius» («Скованные одной цепью»)
- 2014 — Бег In The USSR. Песни Владимира Сапунова («На паре крыл»)

### Ремиксы
- 1996 — Megamix (танцевальные версии пяти хитов группы)
- 2004 — Megamix-2 (запись 1996 г., пополненная танцевальными версиями пяти песен, созданных после 1996 г.)

### Эксклюзивные издания
- 1996 — Антология «Машины времени» (1969—1996) 12 CD
- 2004 — Антология «Машины времени» (1969—2004) 18 CD

### Другие известные записи
- 1973 — Вокальное трио «Зодиак»  («Машина времени» — аккомпанирующий состав) (EP)
- 1979 — Маленький принц (магнитоальбом)
- 1986 — Реки и мосты (магнитоальбом)

### Пиратские издания
- 1982 — Охотники за удачей
- 1997 — Поворот[93]
- 2003 — Я сюда ещё вернусь (записи 1982—1983 гг.)
- 2005 — Запись на ТВ — 1975 г.[94]
- 2007 — Былые дни. Редкие песни и варианты исполнения (1973—2007)[95]

## Кавер-версии
- 1987 — Давайте делать паузы в словах (Кавер-версия Ж. Бичевской)
- 2000 — Время напрокат (Альбом А. Макаревича и группы «Квартал»)
- 2004 — Паузы (Кавер-версия А. Васильева)
- 2006 — Старая машина (Альбом А. Макаревича и группы «Оркестр креольского танго»)
- 2006 — На одной прямой (Альбом группы «Парадуш»)
- 2009 — Машинопись (Альбом-трибьют)
- 2009 — Опустошенье (Кавер-версия группы «Сугробы»)
- 2011 — Он был старше её (кавер-версия Григория Лепса)
- 2014 — Андрей и Ильдар в Машине (Альбом А. Макаревича и И. Казаханова) (инструментальные версии песен группы, созданные И.Казахановым)
- 2019 — Дети в Машине Времени

## Видеография

### Видеоклипы
- 1983 — В Никитском ботаническом саду
- 1985 — Знаю только я
- 1986 — В добрый час
- 1987 — Флюгер
- 1987 — Если бы мы были взрослей
- 1988 — Герои вчерашних дней
- 1988 — Брошенный в небо
- 1988 — All I Can Say is Hello
- 1988 — Ветер надежды
- 1989 — Морской закон
- 1989 — Новогодняя
- 1990 — Между тем, что было, и тем, что будет
- 1991 — Она желает (Свалить из СССР)
- 1991 — Имитация
- 1991 — Ветер всё сильней[96]
- 1993 — Мой друг лучше всех играет блюз
- 1994 — Когда я был большим
- 1996 — Я дам тебе знать
- 1996 — Картонные крылья любви
- 1996 — Поворот (ремикс)
- 1997 — Он играет на похоронах и танцах
- 1997 — Он был старше её
- 1998 — Однажды мир прогнётся под нас[97]
- 1999 — Эпоха большой нелюбви
- 2001 — Место, где свет
- 2004 — Время пробует меня на зуб
- 2005 — Эти реки никуда не текут[98]
- 2012 — Крысы
- 2016 — Однажды
- 2017 — Пой (главную роль сыграл сын Макаревича Иван)
- 2018 — Оставайся собой
- 2019 — То, что всегда с тобой
- 2019 — Просыпается ветер
- 2020 — Все корабли сегодня вернутся домой
- 2020 — Мы рядом
- 2021 — Часы

### Концерты и документальные фильмы, показанные на «Первом канале»
- 1999 — «Машина времени 69-99» (Дата эфира — 27 июня 1999 г.).
- 2003 — «Машина времени». Лучшие песни. Концерт в «Олимпийском» (Дата эфира — 7 января 2003 г.).
- 2004 — Концерт группы «Машина времени» на Красной площади (Дата эфира — 30 мая 2004 г.).
- 2006 — «Машина времени» и «Воскресение». «Музыка ручной работы» (Дата эфира — 22 июля 2006 г.).
- 2007 — "Лондон. Abbey Road. «Машина времени» (Дата эфира — 14 марта 2007 г.).
- 2008 — Концерт группы «Машина времени» на Дворцовой площади (Дата эфира — 2 мая 2008 г.).
- 2008 — «Машина времени». Лучшие песни (Дата эфира — 12 декабря 2008 г., в честь 55-летия Андрея Макаревича).
- 2009 — «Машине времени» — 40 лет. Юбилейный концерт (Дата эфира — 18 декабря 2009 г.).

### DVD
- 2001 — Машине времени — 30 лет (Юбилейный концерт в с/к «Олимпийский»)
- 2001 — 50 на двоих, 2 части совместно с «Воскресением»
- 2002 — Внештатный командир земли. Unplugged. (Концерт в АПН, октябрь 1993 года)
- 2004 — Машина времени. 35 лет. В Россию из СССР
- 2005 — Машина времени и Камерный оркестр Kremlin — «Kremlin Rocks!»
- 2005 — Видеоколлекция I
- 2007 — Концерт на аэродроме Тушино («Авторадио» дарит «Машину»)
- 2009 — Машина времени. 40 лет (Юбилейный концерт в с/к «Олимпийский»)

### Фильмография
(За исключением фильмов, в которых музыканты принимали участие в качестве актёров, но не использовалась музыка или песни группы.)
- 1975 — Афоня (песня «Ты или я»)
- 1980 —  До Свидания лето (песня «Будет день», песня «Поворот»)
- 1980 — Два долгих гудка в тумане (песня «Поворот»)
- 1980 — Невозможные дети (песня «Поворот»)
- 1981 — Душа (песни «Право», «Бег по кругу», «Кого ты хотел удивить?», «Барьер», «Костер», «Путь», «За тех, кто в море» в исполнении М. Боярского, С. Ротару)
- 1981 — Придут страсти-мордасти (песни «Синяя птица», «Песня о солдате» в дворовом исполнении)
- 1982 — Не могу сказать «прощай» (песня «Наш дом»)
- 1983 — 1987 — Обезьянки (мультипликационный сериал)
- 1983 — Скорость (песня «Я с детства склонен к перемене мест»)
- 1983 — Воробей на льду (песня «В Никитском ботаническом саду»)
- 1983 — Тайна «Чёрных дроздов» (песня «What is a love?» в исполнении А. Макаревича и О. Шабиной)
- 1983 — Я возвращаю ваш портрет (песни «Старый добрый рок-н-ролл», «Поворот»)
- 1984 — Двойной обгон (песня «What is a love?» в исполнении А. Макаревича и О. Шабиной)
- 1986 — Начни сначала (песни «Музыка под снегом», «В добрый час», «Паузы», «Разговор в поезде», «Старый корабль», «Варьете», «Пока горит свеча», «Наш дом»)
- 1986 — Курьер (песня «Гололед»)
- 1986 — Прорыв
- 1986 — Бармен из «Золотого якоря» (песня «Оторвись от забот»)
- 1986 — Капитан «Пилигрима» (песня «Путь домой»)
- 1988 — Воры в законе (песни «Кафе Лира», «Три окна», «Наш дом»)
- 1988 — Без мундира
- 1988 — Меня зовут Арлекино (песня «Закрытые двери»)
- 1989 — Стеклянный лабиринт (песни «Марионетки», «Поворот», «Закрытые двери»)
- 1989 — Псы
- 1990 — Команда. Фильм второй (документальный фильм-концерт)
- 1991 — Дом свиданий (песня «What is a love?» в исполнении А. Макаревича и О. Шабиной)
- 1991 — Арифметика убийства
- 1991 — Любовь (песни «Она желает (Свалить из СССР)» и «Шанхай-блюз»)
- 1991 — Медленная хорошая музыка (документальный фильм-концерт в ГЦКЗ «Россия»)
- 1993 — Ангелы в раю (сольные песни А. Макаревича)
- 1995 — Московские каникулы (сольная песня А. Макаревича «От меня к тебе»)
- 1997 — Шизофрения (сольные песни А. Макаревича)
- 1998 — Перекрёсток (сольные песни А. Макаревича)
- 2000 — Бременские музыканты & Co (сольная песня А. Макаревича «Будет недолгой ночь»)
- 2004 — Танцор
- 2006 — Кошмар перед Рождеством (мультипликационный фильм, участие в дубляже А. Макаревича, А. Кутикова, Е. Маргулиса)
- 2007 — Лузер (сольная песня А. Макаревича «Отчего так жесток свет», песни «Машины времени» «Наш дом», «Кил-Бил»)
- 2010 — Дом Солнца (песня «День гнева»)

#### Документальные фильмы
- 1977 — Шесть писем о бите (документальный фильм, песня «Марионетки»)
- 1980 — Советский рок-80 (документальный фильм о рок-фестивале «Весенние ритмы. Тбилиси-80», Финляндия, песни «Ах, что за луна», «Свеча»)
- 1989 — Рок и фортуна (документальный фильм-концерт)
- 2012 — Таймашин. Рождение эпохи (документальный исторический фильм Максима Капитановского)
- 2014 — Андрей Макаревич и Машина его времени

## Мемуары и сочинения участников группы
- Макаревич А. Всё очень просто. Рассказики. — М.: Огонек — Радио и связь, 1991. — 223 с.
- Капитановский М. Всё очень непросто. — М.: Оракул, 1994. — 218 с.
- Макаревич А. Смак. Встречи на кухне. — М.: ТРИЭН, ЭКСМО-Пресс, 1998. — 128 с.
- Бельский Ю., Макаревич А. Что такое дайвинг, или Акваланги для всех. — М.: ТРИЭН, ЭКСМО-Пресс, 1999. — 144 с.
- Макаревич А. Семь тысяч городов. Стихи и песни. — М.: ТРИЭН, ЭКСМО-Пресс, 1999 г. — 432 с.
- Макаревич А. Сам овца. Автобиографическая проза. — М.: Захаров, 2001. — 270 с.
- Макаревич А. Занимательная наркология. — М.: Махаон, 2005. — 160 с.
- Капитановский М. Во всем виноваты «Битлз». — М.: Вагриус, 2006. — 432 с.
- Подгородецкий П. «Машина» с евреями. — М.: АСТ, СПб: Астрель-СПб, 2007. — 285 с.
- Макаревич А. Мужская кулинария: Разговоры о еде и не только. — М.: Эксмо, 2009. — 272 с.
- Макаревич А. Вначале был звук: Маленькие иSTORYи. — М.: Эксмо, 2010. — 256 с.
- Макаревич А. Евино яблоко. — М.: Эксмо, 2011. — 120 с.
- Макаревич А. Наше вкусное кино с Андреем Макаревичем. — М.: КоЛибри, Азбука-Аттикус, 2011. — 208 с.
- Макаревич А. Живые истории. — М.: Эксмо, 2013. — 100 с.
- Макаревич А. Неволшебные сказки. — М.: Рипол Классик, 2013. — 168 с.
- Макаревич А., Гарбер М. Мужские напитки, или Занимательная наркология-2. — М.: Эксмо, 2013. — 208 с.
- Макаревич А. «Машина времени» в словах и образах. — М.: Эксмо, 2013. — 112 с.
- Макаревич А. Все ещё сам овца. — М.: Эксмо, 2014. — 472 с.
- Макаревич А. То, что я люблю. — М.: Эксмо, 2014. — 160 с.
- Макаревич А. Сказки. — М.: Время мастеров, 2014. — 32 с.

## Книги других авторов про «Машину времени»
- Марголис М. М. Затяжной поворот: История группы «Машина времени». — СПб: Амфора, 2009. — 352 с. — ISBN 978-5-367-00880-7.
- Раззаков Ф. И. Другой Андрей Макаревич. Тёмная сторона биографии знаменитого рок-музыканта. — М.: Эксмо, 2011. — 736 с. — ISBN 978-5-926-50780-2.
- Додолев Е. Ю. Времени машины. — М.: ОлмаМедиаГрупп/Просвещение, 2014. — 368 с. — ISBN 978-5-373-06167-4.
- Додолев Е. Ю. «Машина времени». История группы. Юбилейное издание — М.: Издательство АСТ, 2019. — 336 с. — ISBN 978-5-17-109333-4.

## Оценки творчества и влияния на культуру

### Критики, журналисты
- А. Троицкий в статье «Ансамбль „Машина времени“» (Советская культура. 1980. 25 апр. № 34 (5354))[99]:

«… В одном „Машина времени“ отличилась от десятков и сотен самодеятельных групп Москвы с самого начала своего существования. Ансамбль не исполнял англоязычные шлягеры и ориентировался исключительно на собственный репертуар. Именно этот самостоятельный подход и предопределил то, что из множества любительских рок-групп начала 70-х только „Машина времени“ смогла стать заметным явлением на нашей эстраде. <…> „Машина времени“ не ставила своей целью „завести“ молодых слушателей темпераментным исполнением знакомого им с пластинки рок-боевика, а стремилась довести до аудитории смысл проблемы, поставленной в песне, и заставить эту аудиторию подумать, и, может быть, даже поспорить. <…> Если ранние песни Макаревича были в основном чисто лирическими или шуточными, то с годами они заметно „посерьезнели“. <…> Занять активную жизненную позицию, определить своё место в жизни — вот основной их пафос. Проблематика песен остра и злободневна — они словно бы являются продолжением дискуссий в молодёжных клубах и на страницах газет. Карьеризм и приспособленчество, социальная пассивность и „власть вещей“ становятся объектом критики. И в то же время песнями ансамбля утверждается человеческое, духовное начало. В них — оптимизм и убежденность в способности человека стать подлинно прекрасным».
В статье «„Машина времени“: путь в двенадцать лет» (Зеркало. 1981. Март. № 1/5):
«… Музыкальная стихия „Машины“ — не чистый рок, а некая смесь рока, кантри, „городских романсов“ и даже традиционной, образца „Самоцветов“, ВИА-эстрады. Эту эклектичность и ставку на легко устанавливаемость музыки ансамблю часто вменяют в вину, я сам присоединился бы к „атакующим“, если бы не одно обстоятельство. Дело в том, что музыка у „Машины“ играет явно подчинённую роль. Весь инструментальный базис здесь нужен только для того, чтобы довести до сознания слушателей „текстовую“ надстройку <…> Вообще, поэтическая стихия Макаревича ближе к литературной песне (Окуджава, Н. Матвеева), чем к року. Интересно сравнить её со стихами В. Высоцкого, которые, на мой взгляд, напротив, по своей сути ближе к року. Более резкие, эмоциональные, конкретные, словно услышанные в сутолоке улиц и вокзалов, они скорей соответствуют ритму и напору рок-музыки, чем рефлектирующие сочинения Макаревича. И аудитория это чувствует тоже».
В эфире телепрограммы «Земля-Воздух» (ТВ6. 2001. 30 дек.):
"«Машина времени» — это первая группа, которая на самом деле «сформулировала» русский рок и, как говорится, поставила его на карту. Также как в Англии <…> были Клифф Ричард, Лонни Донеган, Джонни Кидд, — но только «сделали» английский рок. Точно также «Машина времени» «сделала» русский рок, и действительно это наши «Битлз», и ничего ты тут не скажешь. <…> Были рокеры и в Москве, и в России, и в Прибалтике в СССР до «Машины времени» — все они занимались более или менее эпигонством. Они не смогли найти того, что впоследствии стало, что ли, темой или пафосом русского рока — это сделала «Машина времени», и из неё вышли все".
В интервью «Национальной службе новостей» (2016. 13 апр.):
«… [„Машина времени“] стала архитектором русского рока со всеми его достоинствами и недостатками. <...> Я днем рождения русского рока считал бы, например, день, когда Андрей Макаревич написал песню „Битва с дураками“, если этот день кто-нибудь вспомнит. На мой взгляд, это первая сознательная и популярная русскоязычная рок-песня. Это, по-моему, был год 70-й или 71-й...».
- А. Баташев в аннотации к пластинке «В добрый час»:

«...Слова „Машина времени“ приобрели ещё один смысл: они стали обозначать одно из самых примечательных явлений в том разделе отечественной музыки, который называли то „бит“, то „поп“, то „рок“, но который молодёжь безоговорочно сочла своим. Эта музыка пришла не с грампластинок и не из приёмников, её не купили в нотных магазинах. <...> С начала шестидесятых неудержимой цепной реакцией её лавина поднималась во дворах и на улицах, в школе и дома, рождённая самой молодёжью. Тогда в московский бит-клуб прибежало записываться 600 ансамблей, и каждый создавал свои песни. <...> Пятнадцатилетние капитаны на утлых лодках выводили в море новый, никому неведомый жанр. Самый маленький из них был Андрей Макаревич. Это он запел о Вере, о Надежде и о Любви. Он запел про Дом и Свет. Про Тепло и Снег. Сказал о Честности и Правде... Его литературные корни можно отыскать в серебряном веке русской поэзии, но главное в нём то, что, что он вырос в эпоху „Битлз“ среди московских ребят 60-х годов. <...> Ансамбль „Машина времени“ познакомил нас и с незаурядным композитором по имени Андрей Макаревич. Его музыка отличается и самобытным мелодизмом, иногда с прихотливым изыском, и элегантной гармонией, порой чуть-чуть под старину. Его песни <...> хранят стилистику мировой молодёжной музыкальной моды тех лет, но в их ладовом строе есть черты, уходящие в русскую песенную традицию».
- А. Щербаков в статье «„Машине“ — время» (Огонек. 1986. № 24)[102]:

«К тому времени, когда в „хит-парадах“ молодёжных газет первые места уверенно, из месяца в месяц, из года в год, стала удерживать „Машина времени“ (при полнейшем, абсолютном её отсутствии в „официальном“ звучащем мире — радио, ТВ, пластинки, эстрада), у меня уже было представление о ней. Сейчас-то такое не редкость, а тогда, лет десять назад, едва ли не одна „Машина времени“ умела у нас петь так: в необычно острых, непривычных, но точных звуковых сочетаниях голосов и инструментов, в изобретательных, каких-то чудных переходах тональностей и ритмов. Но главное всё-таки было в другом — в словах. Песни „Машины“ были в основном со смыслом. Вернее, с социальным смыслом. В них жили персонажи — типы своего времени. В них было авторское отношение — ирония, сарказм, восхищение, жалость — к этим типам, к явлениям, которые за ними имелись. Эти песни слушались невольно — из-за оригинальности музыки и исполнения — и сознательно — из-за боязни пропустить, не расслышать, не понять фразу, слово. <...> Я впервые задумался над названием группы „Машина времени“. Если эти ребята в меру своих сил и способностей, получается, наводят мосты между поколениями, то ведь они и впрямь связывают времена, как сварочная машина — трубопровод. <...> Андрею Макаревичу часто удается рифмовать свои песни с духовными поисками современников. Потому и живуча „Машина времени“, что главное в ней — Время».
- А. Гаспарян в статье «Чем прочнее мосты…» (Московский комсомолец. 1987. Авг.)[103]:

«…Истоки „Машины времени“ проистекают всё-таки из битловской эпохи, и творчество группы всегда несло на себе её отпечаток и по сей день привержено её главной характеристике — гуманизму. Конечно, гуманистическое искусство отнюдь не изобретение Леннона или Маккартни, но, пожалуй, они первые последовательно интегрировали его принципы в рок-культуру, обеспечив своим именам бессмертие и породив благодарных последователей. Данное же обстоятельство, на мой взгляд, возвело и „Машину времени“ на „неприкасаемый“ пьедестал в нашей рок-музыке. Ибо при всей тяге к „перемене мест“ [Имеется в виду песня А. Макаревича „Я с детства склонен к перемене мест“], экспериментам и новациям души людские прежде тянутся к простому человеческому добру и платят долгой и искренней памятью его носителям».
В статье «Угроза вечности» (Московский комсомолец. 2012. 28 дек. № 26130):
«Принято считать, что вся история российского (экс-советского) рока началась с песни „Солнечный остров“ [Ты или я], сочиненной и записанной „Машиной времени“ в 1972 г., поскольку это был первый осмысленный музыкально-поэтический опус в жанре, в котором очарованные „битлами“ и „роллингами“ юнцы прежде переигрывали в основном хиты западных кумиров».
- Д. Ловковский в статье «Без кавычек» (Мир звезд. 1992. № 1)[105]:

«Столбовую дорогу российского рока проложил Андрей Макаревич со своей „Машиной времени“ — по ней пошли „Аквариум“, „Наутилус Помпилиус“ и многие другие наши группы, в творчестве которых всегда определяющим было „что“, а не „как“, а слова представлялись более существенными, нежели музыка».
- Д. Дибров в эфире телепрограммы «Антропология» (НТВ. 1997. Нояб.):

«[„Машина времени“] вольно-невольно определила основные традиции отечественного русскоязычного музицирования в последней четверти двадцатого века».
- Б. Барабанов в интервью телеканалу «НТВ». 2008. 11 дек.[106]:

«Главная и неоценимая заслуга Андрея Макаревича вообще в истории нашей страны состоит в том, что он был первым, кто доказал, что рок-н-ролл можно петь на русском языке. И это может быть массовым искусством, это может быть востребовано огромным количеством людей. <…> И с тех пор, наверное, жизнь страны пошла по-другому, потому что появились эти песни <…> этот конкретный ритм, эти гитары и, наверное, действительно, люди стали жить немножко в иной среде звуковой и вообще — социальной среде».
- М. Марголис в книге «Затяжной поворот: История группы „Машина времени“» (2009)[10]:

«… „Машина“ едет и едет. Четыре десятилетия! И её история ширится и переосмысливается. Столь дальнобойного и гиперуспешного рейса в отечественной рок-музыке не получилось ни у кого и вряд ли получится в обозримом будущем. Один этот факт делает „Машину времени“ уникальным в наших палестинах явлением. Начав как советские „битлы“, Макар со товарищи к сегодняшнему дню превратились в российских „роллингов“, по крайней мере, с хронологической и статусной точек зрения. А ещё „Машина времени“ — ровесница телепрограммы „Время“ и такой же, как эта священная новостная передача „на первой кнопке“, бренд, связующий поколения. Той страны и строя, где они родились, давно нет, а „Машина“ и „Время“ есть. <…>
Дискография „МВ“, вагон её хитов стали саундтреком к советско-российской истории второй половины прошлого века. Перематывая его взад-вперед, действительно можно путешествовать во времени…».

### Музыканты, поэты, исполнители
- А. Градский (МК Бульвар. 2002. 25—31 мар. № 13 (251))[107]:

"Как сейчас помню: сидит «наглый» худсовет из рок-н-рольщиков, «Машину» «валят», а я всех ругаю и говорю: «„Машина“ ещё вас всех трах…т». Они спросили: «Почему? Ведь они играть и петь не умеют». На что я ответил: «Они играть и петь не умеют, но у них есть своё лицо и свои вещи». Это для меня было и остаётся главным".
В аннотации к изданию «„Машина времени“ в словах и образах»:
«„Машина времени“ — великолепная и радостная часть жизни нашего поколения. За сорок с лишнем лет нашей творческой и человеческой дружбы я ни разу не сомневался в их искренности и таланте быть веселыми в грустном и ироничными в серьёзном. Мало получить высокий Дар, его нужно сохранить и преумножить. И у „Машины“ вышло это так непринужденно, что десятилетия их блестящей карьеры пролетели, словно миг счастья для всех, кто ценит настоящие проникновенные стихи, ясный и значительный музыкальный язык. Пока время не вышло — всё продолжается…».
- А. Козлов («Арсенал») в книге «Рок: истоки и развитие»[109]:

«… К середине 70-х общий техничеcкий и профессиональный уровень многих отечественных рок-музыкантов начал заметно повышаться. <…> Появились группы, которые стали исполнять свои собственные песни на русском языке, но cделанные так, что по cмыcлу текстов и по манере исполнения никто бы не обвинил их в причастности к ВИА. Одной из первых таких групп стала „Машина времени“ с Андреем Макаревичем во главе <...> Определённая часть рок-аудитории поначалу не принимала это новшество, желая cлушать лишь „фирму“ [Имеется в виду максимально близкое к оригиналу воспроизведение англоязычных композиций зарубежных групп и исполнителей]. Но тенденция рок-русификации была непреодолима. <...> Лидеры моcковcкой школы, такие как А. Градский или А. Макаревич, были ближе к поэтичеcкой лирике c уклоном в символизм. <...> Были <...> коллективы, которые, пробившись с огромным трудом из рок-подполья в официальную гастрольную работу, ни на йоту не изменили себе, не подстроились под идеологические требования и пошли ва-банк... Попав на официальный уровень, Андрей Макаревич продолжал петь свои, какие-то не совсем советские песни, в манере фолк-рок...».
- Б. Гребенщиков («Аквариум») в «Правдивой автобиографии „Аквариума“»[110]:

«Основные влияния на мою музыку: „Битлз“, Джордж Харрисон <…> помимо перечисленного на меня сильно повлияли Клячкин, Окуджава, Вертинский и Макаревич».
В интервью М. Марголису:
«Большое количество ранних песен „Машины“ я знал наизусть. Когда мне пришлось провести месяц на армейских сборах, я как раз поражал командный состав тем, что пел им песни „Машины“, за что офицеры меня уважали. Мои собственные песни были никому из них не нужны, а песни „Машины“ нравились. „Люди в лодках“, например. <...> Когда „машинисты“ приезжали в Петербург, я с наслаждением ходил на их концерты. Особенно после „Тбилиси-80“. Они стали профессиональной группой и делали роскошные программы в „Юбилейном“. Я напомню, что в те годы, кроме „Машины“, просто не было групп, интересно поющих на русском языке. Были они и „Аквариум“. Ну, ещё достойная команда „Санкт-Петербург“. Но „Машина“, конечно, заметно нас превосходила. <...> „Машина“ дала людям те песни, которые им очень нужны на протяжении многих лет. Поэтому и Красная площадь — место для „Машины“ <...> При этом „машинисты“ никогда не унижалась до того, чтобы исполнять некий социальный заказ, не превращались в стандартных эстрадных артистов. Они пели и поют то, что сами хотят и пишут, и не сворачивают с избранного пути».
- А. Романов («Воскресение») в интервью М. Марголису[10]:

«Мне кажется, Андрей [Макаревич] во многом „задал фасон“ всего русского рока. Ранние вещицы „Машины“ — „Продавец счастья“, „Солдат“, „Миллионеры“ — формально выглядели вполне зрелыми композициями. Я не беру сейчас их стилистику, идеологию — не мое дело. Но как „штучка“, хит, изделие они являлись готовым продуктом. Вполне оформленная аранжировка, взаимодействие куплетов, исполнительская подача — все было найдено. Мера агрессии, мера меланхолии, своеобразная блюз-роковая платформа, какое-то количество кантри, которое Андрей достаточно серьёзно изучал. Прямо такое махровое кантри. Не прилизанный фолк, а „стариковские“ заунывные баллады, с расстроенным банджо».
- М. Науменко («Зоопарк») в англоязычном интервью Д. Стингрей (1987)[111]:

«Мне нравилась „Машина времени“. В 1977-м они были величайшей русской группой. <...> Я думаю, физически нельзя писать только хорошие песни на протяжении десяти лет. Это могут только гении. А становясь профессионалом, ты начинаешь писать тот материал, который будешь потом иметь возможность играть на концертах и официально записывать. И это тащит вниз. Сразу. Это то, что случилось с „Машиной времени“».
- Э. Шклярский («Пикник») (Московский комсомолец. 2010. 14 окт. № 25475)[112]:

«Мы начинали, когда все начинали, и не было тогда никакой русскоязычной группы, на которую можно было бы ориентироваться. Единственное, что было неким откровением для многих — „Машина времени“, такая инициация, когда оказалось, что рок можно петь по-русски. И это была первая группа, у которой стали слушать слова».
- К. Кинчев («Алиса») (Наше радио. 2008. 25 нояб.)[113]:

«Я с огромным уважением отношусь к Макаревичу, и вообще к группе „Машина времени“, и к Маргулису, и Кутикову, то есть я всех их очень уважаю и ценю. <...> Для того, чтобы быть полноценной звездой, нужно писать свои песни. В этом меня абсолютно убедил Андрей Вадимович Макаревич. Впервые услышал, что рок можно петь на русском языке, и после этого я очень полюбил эту группу».
В песне «Rock-n-roll» (муз. и сл. К. Кинчев, издана в альбоме «Стать Севера»), записанной с участием музыкантов старейших отечественных рок-групп, строка «Нас было мало, Макар был прав — в битвах крепла горечь потерь» напрямую отсылает к тексту песни «Машины времени» «День гнева» (неофициальное название — «Битва с дураками») авторства А. Макаревича:

Когда последний враг упал,

Труба победу проиграла.

Лишь в этот миг я осознал:

Насколько нас осталось мало!

- В. Бутусов (ex-«Nautilus Pompilius», ex-«Ю-Питер») (Аргументы и факты. 2006. 11 окт. № 41 (1354))[116]:

«…Мне очень нравится поэзия Макаревича. Она добродушная и качественная, а ещё человеческая. Без кривляний. От кривлянья устаёшь сильно».
- И. Кормильцев (Белорусская деловая газета. 2005. Июль)[118]:

«Шел 1980-й год. <…> Я и не думал, что можно делать песни на русском языке. Да, уже была „Машина времени“. Но как какая-то рок-группа она нами всерьёз не воспринималась. Это был такой ВИА, только немножечко позлее и чуть-чуть помоднее, чем ряд других <...> Да, мы ходили на её концерты. Но к тому времени я уже видел рок-группы „пороковее“, например, тех демократов, которые и разъезжали с концертами: „Локомотив ГТ“ и так далее. К тому же мы ведь слушали западную музыку. А „Машина времени“ скорее была из той же области, что и Высоцкий. По крайней мере, такое восприятие было у меня и у моих друзей — за все поколение говорить не могу».
- Н. Полева («Настя»)[119]:

«Быть „на пике“ 20—25 лет, тем более 30, как „Машина времени“ — это фактически невозможно. Всё равно, может, синусоида повторится пару раз, не больше. На самом деле то, что они делают — они на самом деле это любят, бескорыстно совершенно. Они не могут встать и отойти в сторону, успокоиться. Ну и потом, с обратной, темной стороны, в смысле зарабатывания денег — нельзя остановиться».
- Е. Хавтан («Браво»):

«…Когда я начал играть на гитаре, группа „Машина времени“ как раз была самой топовой, на пике <...> Немаловажным фактором было то, что „Машина времени“ считалась тогда неофициальной, потому что официальных групп я не слушал никогда. Всем был известен „Beatles“, я слушал „Deep Purple“, а где-то между ними находилась „Машина времени“, которая пела на русском языке. Она была безумно популярна, когда я учился в школе и, конечно же, оказала влияние и на меня».
- Г. Сукачев (ex-«Бригада С», ex-«Неприкасаемые») (Собеседник. 1988. 8 февр.)[120]:

«Я и мои ровесники <…> выросли на песнях Андрея Макаревича. Для нас „Машина времени“ — явление не только музыкальное, но и социальное. Макаревич пел честно и последовательно о самом злободневном и доказал, что рок-музыка ничего общего не имеет с бессмысленной пустой эстрадой. Может быть, сейчас нужен другой музыкальный язык — более жёсткий, энергичный... Но для тех, кто сегодня начинает играть рок, опыт „Машины времени“ незаменим. Мы должны помнить и знать, что начинаем не на пустом месте, что есть традиции, корни».
- В. Шахрин («Чайф») в интервью «Первому каналу» в рамках концерта, посвящённого 40-летию «Машины времени»:

«… Я понимаю, что эта группа сделала для всех парней, которые играют на электрогитарах в этой стране. <…> „Машина времени“ — это „фундамент“ <...>, на котором потом было построено это здание, очень странное такое здание с названием „Русская рок-музыка“. Но „фундамент“ построен очень добротно».
- С. Чиграков («Чиж и Ко»):

«… Творчество „машинистов“ было всегда, что называется, под рукой. Под их влиянием я написал штук, наверное, десять песен. Это были своеобразные подражания Андрею Макаревичу, Подгородецкому, Маргулису или Кутикову. Все это, конечно, имело место — пусть даже не в музыке, но в стихах или мировоззрении. От этого никуда не деться да я, собственно, никогда этого и не скрывал. И уж тем более, грешно мне этого стыдиться. Слава Богу, что на меня оказали влияние лучшие представители отечественной рок-музыки».
- С. Мазаев («Моральный кодекс») (Комсомольская правда. 2012. 2 нояб.)[121]:

«До недавнего времени большая часть русского рока выглядела так: как собрались 30 лет назад в школьную группу несколько парней с гитарами, так до сих пор на том же школьном уровне и играют. „Машина времени“ — самый яркий тому пример, это в чистом виде художественная самодеятельность. Человек, назвавший себя музыкантом, должен в любой момент суметь сыграть в профессиональном оркестре».
- М. Леонидов (ex-«Секрет») в интервью «Первому каналу» в рамках концерта, посвящённого 40-летию «Машины времени»:

«Я услышал „Машину времени“ в 81-м году <...> У них были <...> первые большие гастроли в Ленинграде. И мы с товарищами с моими из театрального института пошли смотреть. И должен сказать, что я получил совершеннейший шок, потому что я вдруг увидел не просто рок-концерт, не просто какое-то музыкальное представление, а это было какое-то вообще произведение искусства. То есть я первый раз увидел людей, которые играют на гитарах и поют песни, и они что-то имеют в виду. Они олицетворяли собой некую для меня мечту, некую звезду, к которой я стремился. И таким образом, во многом они определили мой жизненный путь».
- А. Васильев («Сплин») в передаче «Летопись» на «Нашем радио». Вып. № 32:

«[Самые ранние музыкальные переживания связаны] с „Машиной времени“ и „Воскресением“. Это была бобина, на одной стороне — „Машина“, на другой — „Воскресение“. Это был год 80-й <...>. Видимо, „Машина“ накопила к тому времени сильный материал, и он расходился очень хорошо».
- И. Лагутенко («Мумий тролль»):

«Записи „Машины“ 80-х годов были первыми записями рока на русском языке, которые мне довелось услышать в моей жизни <...> Это было в далеком 83-м году, во Владивостоке. В те времена на Дальний Восток очень редко приезжали гастролеры с концертами. Потому, когда однажды сказали, что к нам едет выступать — и не кто-нибудь, а легендарный Андрей Макаревич с „Машиной времени“, я сразу понял, что билетов мне не достанется. А попасть на концерт ужасно хотелось. А Макаревича в те времена слушала вся страна. На катушках, с не очень хорошим звуком. Причём, записаны были вперемешку песни „Машины времени“ и группы „Воскресение“, поэтому их очень часто путали. Билетов на концерт мне не досталось, а поскольку услышать „Машину“ вживую очень хотелось, то я одолжил у друга билеты, и прямо на уроке — шариковой ручкой и химическим карандашом — их перерисовал. <...> А концерт „Машины времени“ вызвал такой ажиотаж во Владивостоке, что перед стадионом „Динамо“, где они должны были выступать, собралась огромная толпа. Была такая давка, что бабушки-билетёрши просто открыли ворота и запустили всех внутрь. Концерт был замечательный. А по этим билетам мы сходили на следующее выступление. „Контроль“-то остался целым».
- С. Сурганова («Сурганова и оркестр»):

«Мне нравится светлый, позитивный настрой „Машины времени“, даже если они поют на социальные темы. Есть проблема, но нет безысходности».
- А. Рыбин («Кино») в книге «Кино с самого начала»[122]:

«В гостях у Александра в тот раз была группа „Машина времени“ в полном составе, и я сразу понял, что выпить они не дураки — количество пустых, полупустых и полных бутылок на полу и на круглом столике у стены внушало уважение».
- В тексте песни «Черная река» группы «Би-2» (издана в альбоме «Лунапарк») в строфе «Вдалеке идет // Белый пароход // „Новый поворот“ // Звучит из окон» упоминается «разговорный» вариант названия песни «Машины времени» «Поворот».

## Некоторые факты
- Первый альбом «Машины времени» на виниле вышел в 1981 г. в США, первая книга стихотворений А. Макаревича «Хрустальный город» — до 1984 г. в Болгарии[31][123]. При этом сама группа впервые выехала за рубеж только в 1986 г.
- Выступая в концертных программах различных фестивалей, «Машина времени» дважды делила первое место с эстонской группой «Magnetic Band»: в первый раз в 1978 г. на фестивале «Черноголовка—78», во второй — в 1980 г. на фестивале «Весенние ритмы. Тбилиси—80».
- В 1980-е гг. «на разогреве» у «Машины времени» играли группы «Аквариум»[12], «Nautilus Pompilius»[124], «Секрет»[125].
- В здании школы № 20, где учился сооснователь «Машины времени» Сергей Кавагое в 1983—1984 годах снимались сцены фантастического фильма о путешествиях на машине времени «Гостья из будущего», герои фильма учатся в 20-й московской школе.
- Дети участников группы — Иван Макаревич и Владислав Державин — входят в состав группы «S.T.I.N.K.I.E». Валерий Ефремов-младший является солистом группы «5ivesta family». Даниил Маргулис и Иван Макаревич сыграли роли своих отцов в фильме «Дом Солнца».
- С 2009 г. группа «Машина времени» выпускает мужскую туалетную воду, концепцию аромата которой разработали французские парфюмеры на основе предпочтений музыкантов группы[126].